# Vladivostok
Vladivostok (tiếng Nga: Владивосто́к) là thủ phủ và là trung tâm hành chính của Vùng liên bang Viễn Đông và Primorsky Krai thuộc Nga, nằm quanh vịnh Zolotoy Rog (tiếng Nga: Золотой Рог), gần biên giới với Trung Quốc và Bắc Triều Tiên. Tên của thành phố có nghĩa là "người cai trị phía Đông" trong Tiếng Nga. Tên Tiếng Hoa là Haishenwai (海參崴 - Pinyin: Hǎishēnwǎi hoặc Hǎishēnwēi, âm Hán - Việt: Hải Sâm Uy) — có nghĩa là "đầm lầy hải sâm".
Dân số của thành phố tính đến năm 2019 là 605,049, tăng so với 592,034 được ghi nhận trong cuộc điều tra dân số năm 2010 của Nga. Thành phố Cáp Nhĩ Tân ở Trung Quốc cách đó khoảng 515 km (320 dặm), trong khi đó thành phố Sapporo ở Nhật Bản cách Vladivostok khoảng 775 km (482 dặm) về phía đông qua Biển Nhật Bản.
Vladivostok là thành phố cảng của Hạm đội Thái Bình Dương của Hải quân Nga và cũng là cảng lớn nhất của Nga ở biển Thái Bình Dương.

## Từ nguyên và tên gọi
Vladivostok được đặt tên lần đầu tiên vào năm 1859 cùng với các đặc điểm khác trong khu vực Peter the Great Gulf bởi Nikolay Murirlov-Amursky. Tên này lần đầu tiên được áp dụng cho vịnh nhưng, sau một cuộc thám hiểm của Alexey Shefner vào năm 1860, sau đó đã được áp dụng cho khu định cư mới.
Trong tiếng Trung Quốc, nơi mà thành phố ngày nay được biết đến từ thời nhà Thanh là Hải Sâm Uy (海參崴, Hǎishēnwǎi), theo tiếng Mãn Châu Haišenwai (tiếng Mãn: ᡥᠠᡳᡧᡝᠨᠸᡝᡳ; Möllendorff: Haišenwai; Abkai: Haišenwai) hay "ngôi làng nhỏ ven biển".
Ở Trung Quốc thời hiện đại, Vladivostok được chính thức biết đến bởi phiên âm 符拉迪沃斯托克 (Fúlādíwòsītuōkè), mặc dù tên tiếng Trung lịch sử (Hǎishēnwǎi) vẫn thường được sử dụng theo cách nói chung ở bên trong và ngoài Trung Quốc đại lục. Theo quy định của chính phủ Trung Quốc, tất cả các bản đồ được xuất bản ở Trung Quốc phải đóng khung tên tiếng Trung của thành phố.
Tên tiếng Nhật hiện đại của thành phố được phiên âm là Urajiosutoku (ウラジオストク). Trong lịch sử, thành phố được viết bằng Kanji là 浦塩斯徳 và rút ngắn thành Urajio ウラジオ; 浦塩.

## Lịch sử

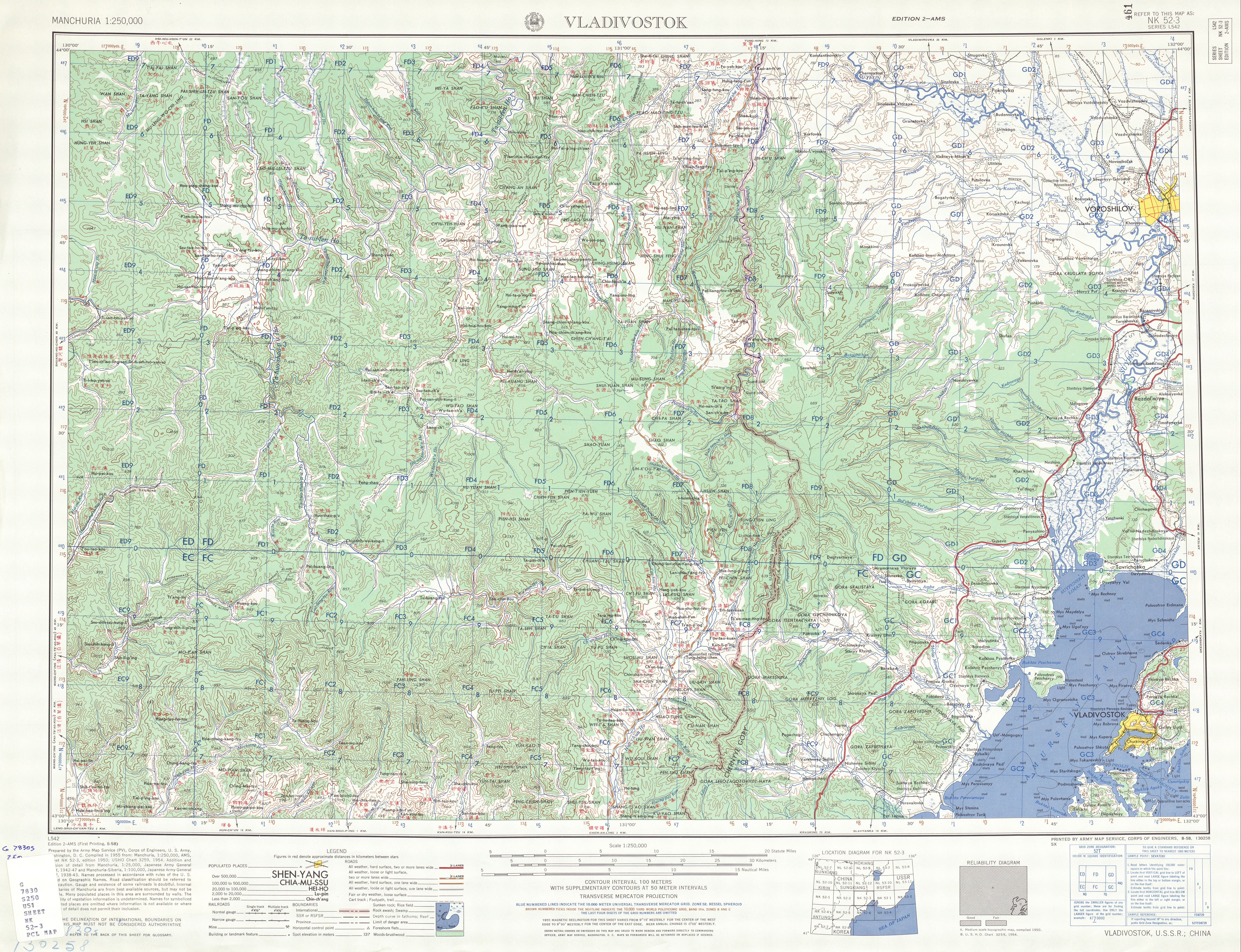
Vladivostok (1955)

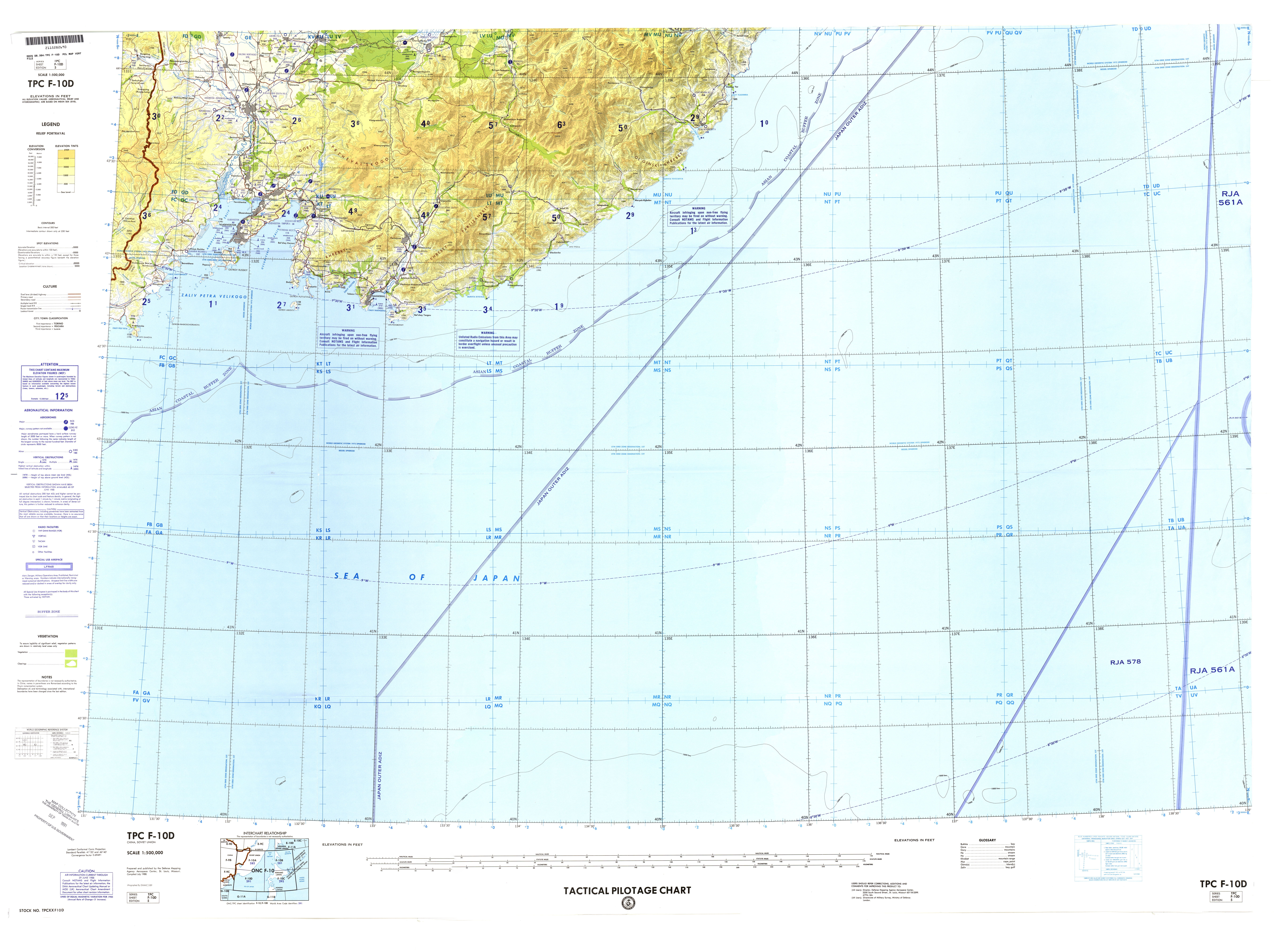
Vladivostok và các vùng lân cận, 1988)

Các thổ dân của lãnh thổ Vladivostok ngày nay là người dân tộc thiểu số Udege, và một tiểu dân tộc thiểu số được gọi là Taz trong đó nổi lên thông qua các thành viên của người Udege bản địa lai với người Trung Quốc gần đó và người Nanai. Khu vực này đã là một phần của nhiều quốc gia, chẳng hạn như Mạt Hạt, Bột Hải, nhà Liêu, nhà Kim, nhà Nguyên, nhà Minh, nhà Thanh và các một số quốc gia Đông Á khác, trước khi Nga mua lại toàn bộ vùng Primorsky Krai và đảo Sakhalin theo Hiệp ước Bắc Kinh năm 1860. Nhà Thanh, vừa bị thua trong cuộc chiến tranh nha phiến với Anh, không thể bảo vệ khu vực này. Trước đó, bờ biển Thái Bình Dương gần Vladivostok đã được người Trung Quốc và Mãn Châu đến định cư khi vùng đất này còn thuộc quyền kiểm soát của nhà Thanh. Một tàu săn cá voi Pháp đến thăm Vịnh Golden Horn năm 1852 đã phát hiện ra làng của những ngư dân Trung Quốc và Mãn Châu trên bờ của vịnh. Tuy nhiên, sau hiệp ước năm 1860, các hoàng đế nhà Thanh cấm người Hán đến hầu hết vùng Mãn Châu bao gồm khu vực Vladivostok - nó chỉ được những kẻ khai thác nhân sâm và hải sâm bất hợp pháp ghé đến.
Ngày 20 tháng sáu (2 tháng 7 theo dương lịch), năm 1860, tàu quân sự Manchur, dưới sự chỉ huy của thuyền trưởng-Trung Alexey K. Shefner, được gọi đến Vịnh Golden Horn để lập ra một tiền đồn được gọi là Vladivostok. Bảo đảm đốc Nikolay Komarov với 28 binh sĩ và hai hạ sĩ quan dưới quyền chỉ huy của ông đã được đưa từ Nikolayevsk-on-Amur bằng tàu để xây dựng các tòa nhà đầu tiên của thành phố trong tương lai.
Chiến dịch Manza năm 1868 là nỗ lực đầu tiên của người Nga nhằm trục xuất những cư dân Trung Quốc khỏi lãnh thổ mới kiểm soát của họ. Chiến sự nổ ra xung quanh Vladivostok khi người Nga cố gắng ngăn chặn hoạt động khai thác vàng và trục xuất các công nhân Trung Quốc ở đó. Người Trung Quốc đã chống lại một nỗ lực của Nga nhằm chiếm đảo Ashold, hai trạm quân sự của Nga và ba thị trấn Nga bị tấn công bởi người Trung Quốc còn sót lại.
Một hệ thống phức tạp của công sự được xây dựng giữa những năm 1870 và 1890. Một đường dây điện báo từ Vladivostok đến Thượng Hải và Nagasaki đã được khánh thành vào năm 1871, năm mà một cảng biển thương mại được chuyển vào đây từ Nikolayevsk-on-Amur. Nơi đây được nâng cấp thành thị trấn vào ngày 22 tháng 4 năm 1880. Một huy hiệu có hình hổ Siberia, đã được thông qua tháng 3 năm 1883.

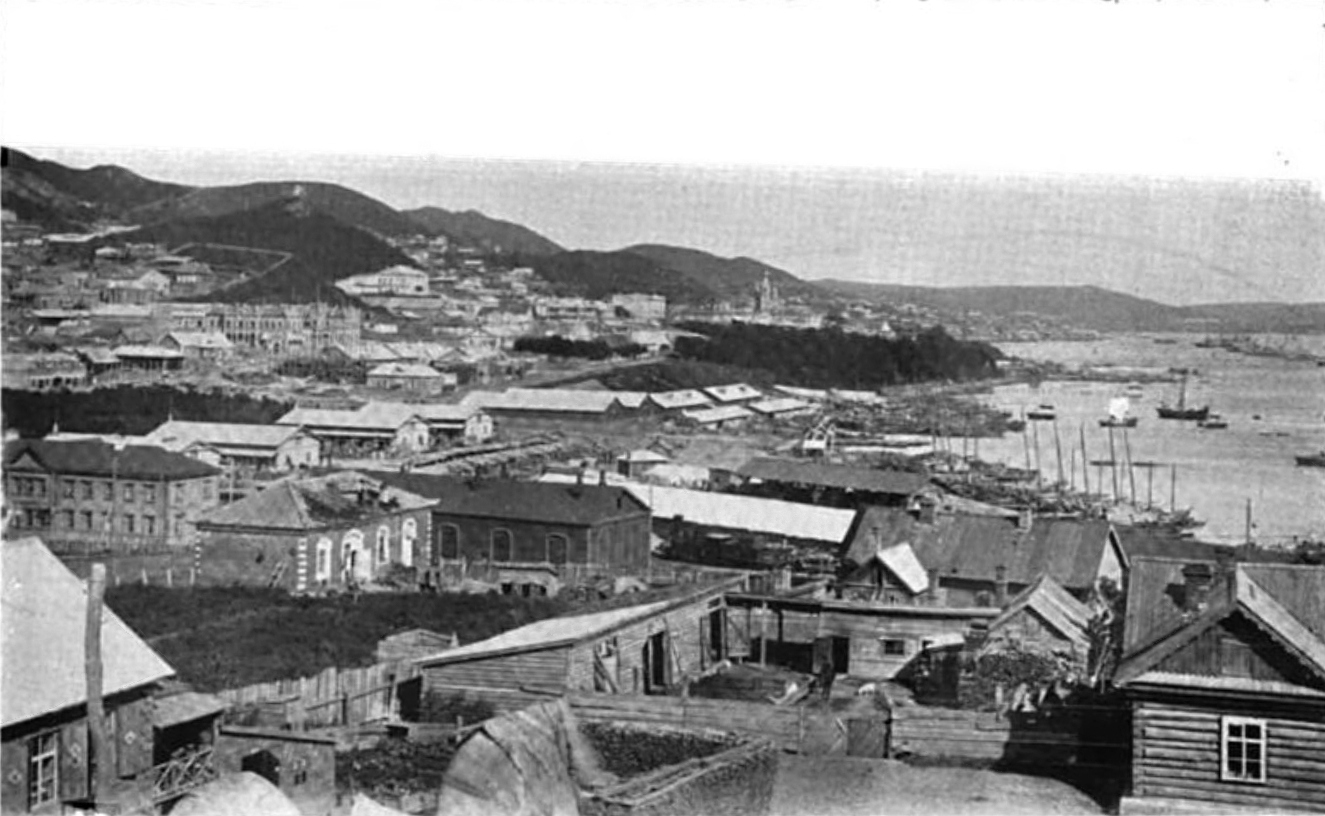
Vladivostok vào khoảng năm 1898

Các trường trung học đầu tiên được mở cửa vào năm 1899. Nền kinh tế của thành phố đã tăng trưởng trong năm 1916, với việc hoàn thành các tuyến đường sắt xuyên Sibir kết nối Vladivostok đến Moskva và châu Âu. Sau Cách mạng Tháng Mười, những người Bolshevik đã nắm quyền kiểm soát Vladivostok và toàn bộ hệ thống đường sắt xuyên Siberia. Trong cuộc nội chiến Nga, từ tháng 5 năm 1918, họ mất quyền kiểm soát thành phố cho Quân đoàn Tiệp Khắc - đồng minh của bạch vệ, những người tuyên bố thành phố là một khu vực được bảo hộ bởi phe Đồng minh. Vladivostok trở thành điểm nhấn cho sự can thiệp Siberia của quân Đồng minh, một lực lượng đa quốc gia bao gồm Nhật Bản, Hoa Kỳ và Trung Quốc; Trung Quốc đã phái lực lượng để bảo vệ cộng đồng địa phương Trung Quốc sau những khiếu nại từ các thương nhân Trung Quốc. Sự can thiệp kết thúc sau sự sụp đổ của Quân đội và chế độ Bạch vệ vào năm 1919; tất cả các lực lượng Đồng minh trừ Nhật Bản đã rút quân khỏi đây vào cuối năm 1920.
Năm 1918, ông bị quân đoàn Tiệp Khắc chiếm đóng với hơn 60.000 người. Sau đó, quân tiếp viện nước ngoài của Hiệp ước và nhật bản đến. Hơn nữa, đến năm 1922, quân đội da trắng và những người ủng hộ họ đã rút khỏi phương Tây bị chiến tranh tàn phá, gây ra sự gia tăng mạnh dân số - từ 97.000 lên 410.000, sau khi quyền lực của Liên Xô cuối cùng chủ yếu chạy trốn sang Mỹ. Các quân đoàn Tiệp Khắc, kiệt sức bởi cuộc hành trình dài của họ qua Siberia và với một năm để trở về quốc gia mới của họ, trở về Tiệp Khắc qua cảng ở Vladivostok, trên toàn thế giới. Tất cả các lực lượng đồng minh được triệt thoái vào cuối năm 1920, không giống như quân Nhật, những người ở lại cho đến năm 1922.
Vào tháng 4 năm 1920, thành phố này nằm dưới sự cai trị chính thức của Cộng hòa Viễn Đông, một quốc gia đệm được Liên Xô hậu thuẫn giữa Liên Xô và Nhật Bản. Vladivostok sau đó trở thành thủ đô của Chính phủ lâm thời Priamurye do Nhật Bản hậu thuẫn, được thành lập sau cuộc đảo chính của quân đội Bạch vệ tại thành phố vào tháng 5 năm 1921. Việc rút quân của Nhật Bản vào tháng 10 năm 1922 đã chấm dứt sự bao vây của họ, với Hồng quân Liên Xô dưới quyền Ieronim Uborevich đã chiếm lại thành phố vào ngày 25 tháng 10 năm 1922.
Là căn cứ hải quân chính của Hạm đội Thái Bình Dương của Liên Xô, Vladivostok đã chính thức đóng cửa cho người nước ngoài trong những năm thuộc Liên Xô. Thành phố đã tổ chức hội nghị thượng đỉnh mà Leonid Brezhnev và Gerald Ford đã tiến hành các cuộc đàm phán Giới hạn Vũ khí Chiến lược vào năm 1974. Vào thời điểm đó, hai nước đã quyết định hạn chế số lượng trên các hệ thống vũ khí hạt nhân khác nhau và cấm xây dựng mới các máy phóng tên lửa liên lục địa trên đất liền.

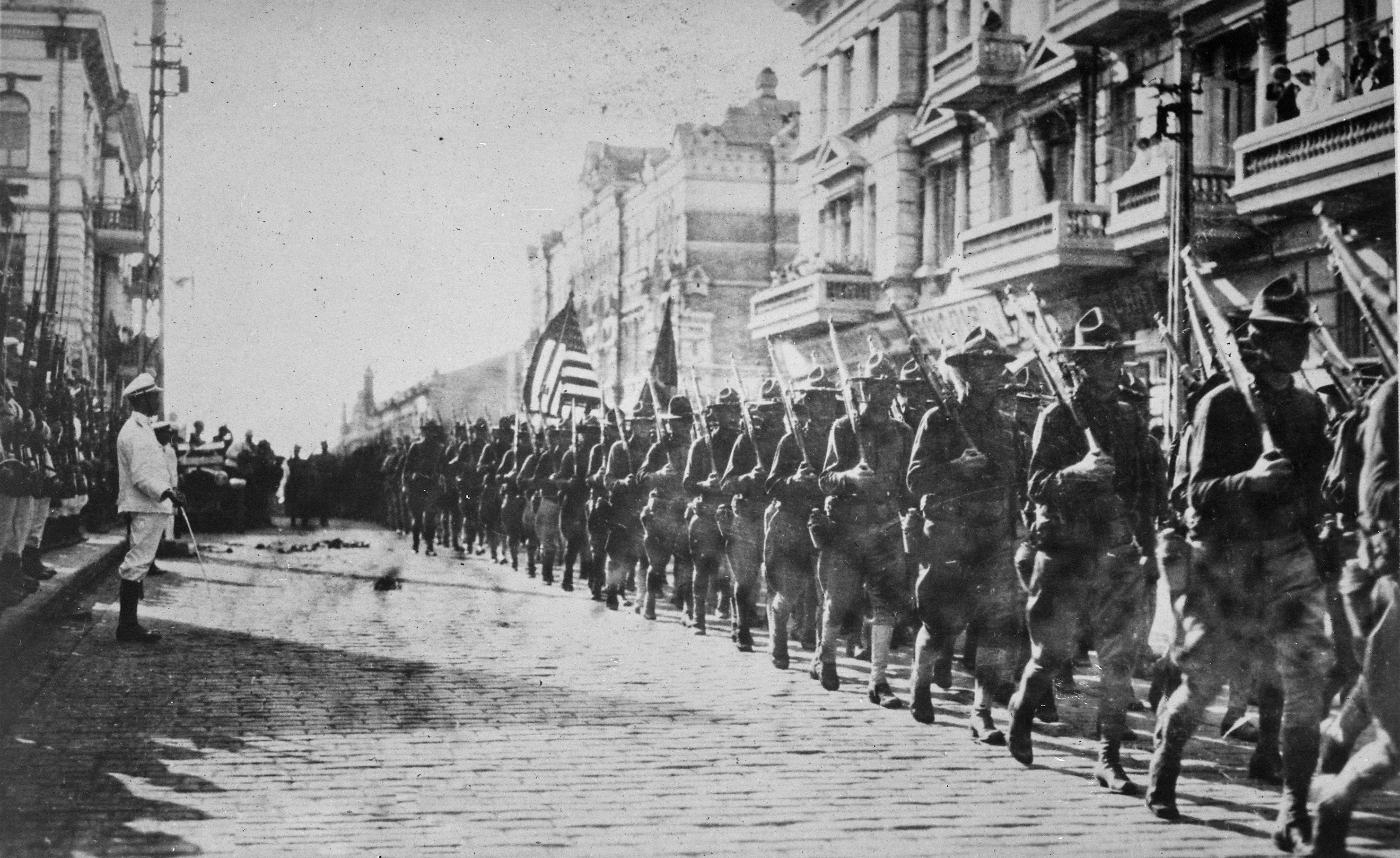
Quân đội Hoa Kỳ tại Vladivostok trong quá trình can thiệp của quân Đồng Minh trong cuộc Nội chiến Nga (Tháng 8 năm 1918)

Vladivostok là thành phố gần nhất với nơi xảy ra sự kiện Sikhote-Alin Meteorite, ngày 12 tháng 2 năm 1947, một thiên thạch rơi xuống rặng Sikhote-Alin, khoảng 440 km về phía đông bắc của Vladivostok.
Trong năm 2012, Vladivostok tổ chức hội nghị thượng đỉnh APEC Nga 2012. Các nhà lãnh đạo từ các nước thành viên APEC gặp nhau tại đảo Russky, ngoài khơi bờ biển của Vladivostok. Với hội nghị thượng đỉnh trên đảo Russky, chính phủ và doanh nghiệp tư nhân khai trương khu nghỉ dưỡng, ăn tối và các cơ sở vui chơi giải trí, ngoài việc cải tạo và nâng cấp sân bay quốc tế Vladivostok. Hai cây cầu dây văng lớn đã được xây dựng để chuẩn bị cho hội nghị thượng đỉnh, cụ thể là các cầu Zolotoy Rog trong vịnh Zolotoy Rog ở trung tâm của thành phố, và cầu đảo Russky từ đất liền ra đảo Russky (nó là cầu dây văng dài nhất thế giới hiện nay). Cơ sở mới của Đại học Viễn Đông Liên bang sẽ được hoàn thành trên đảo Russky vào năm 2012.
Tháng 9 năm 2014, Vladivostok là nơi tiến hành Diễn đàn kinh tế Phương Đông (Eastern Economic Forum) lần đầu tiên. Đây là một trong những diễn đàn thường niên quan trọng và lớn nhất của Liên bang Nga. Từ đó, diễn đàn này được tổ chức vào tháng 9 hàng năm với mục đích quảng bá và thu hút đầu tư nhằm phát triển kinh tế cho vùng Viễn Đông, phục vụ cho chính sách hướng Đông của tổng thống Vladimir Putin.

## Địa lý

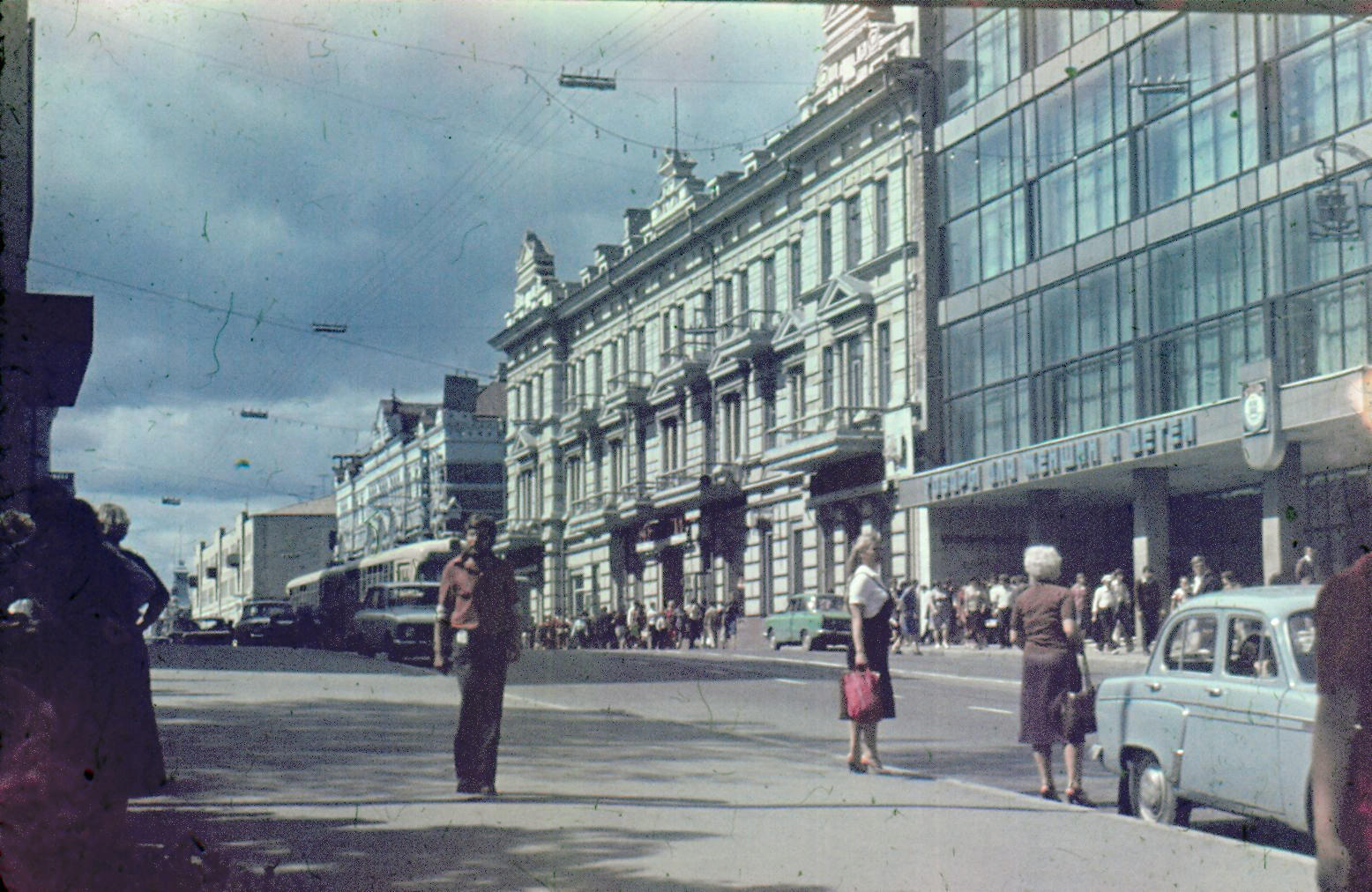
Trung tâm thành phố tháng 9 năm 1982

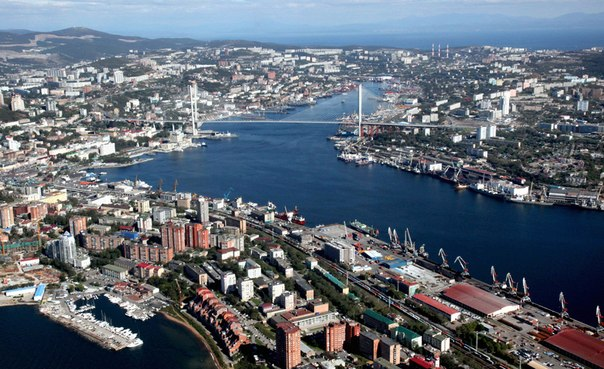
Vladivostok và vịnh Golden Horn, tháng 6 năm 2014

Vladivostok nằm ở Viễn Đông của Nga, bên bờ Biển Nhật Bản và giáp gần biên giới với Trung Quốc và Bắc Triều Tiên. Thành phố nằm ở tọa độ 43°08′B 131°54′Đ / 43,133°B 131,9°Đ, tọa lạc ở cực nam của Bán đảo Muravyov-Amursky (полуостров Муравьева-Амурского), rộng khoảng 30 km (19 mi) và dài 12 km (7,5 mi). Tổng diện tích thành phố là 600 km².
Điểm cao nhất là Núi Kholodilnik (гора Холодильник), cao 256 mét (843 ft). Núi Tổ Đại Bàng (сопка Орлиное гнездо) thường được gọi là điểm cao nhất của thành phố; nhưng, với chiều cao chỉ 199 mét (653 ft), hoặc 214 mét (702 ft) theo các nguồn khác, nó là điểm cao nhất của khu vực trung tâm thành phố, nhưng không phải của toàn thành phố.
Nằm ở vùng cực đông nam của lãnh thổ Nga thuộc châu Á, Vladivostok có vị trí địa lý gần với Anchorage, Alaska và thậm chí Darwin, Úc hơn là thủ đô Moskva của quốc gia này. Vladivostok cũng gần với thành phố Honolulu, Hawaii hơn là thành phố Sochi phía cực tây nam nước Nga. Vladivostok có chung vĩ độ với: Sukhumi, Almaty, Marseille, Tuscany, Boston, và Toronto.
Khoảng cách đường sắt từ thành phố đi Moskva là 9.302 km. Đường chim bay cách Moskva 6.430 km, cách Bangkok 5.600 km, cách San Francisco—8.400 km, cách Seoul—750 km, cách Tokyo—1.050 km, Bắc Kinh—1.331 km.

## Khí hậu

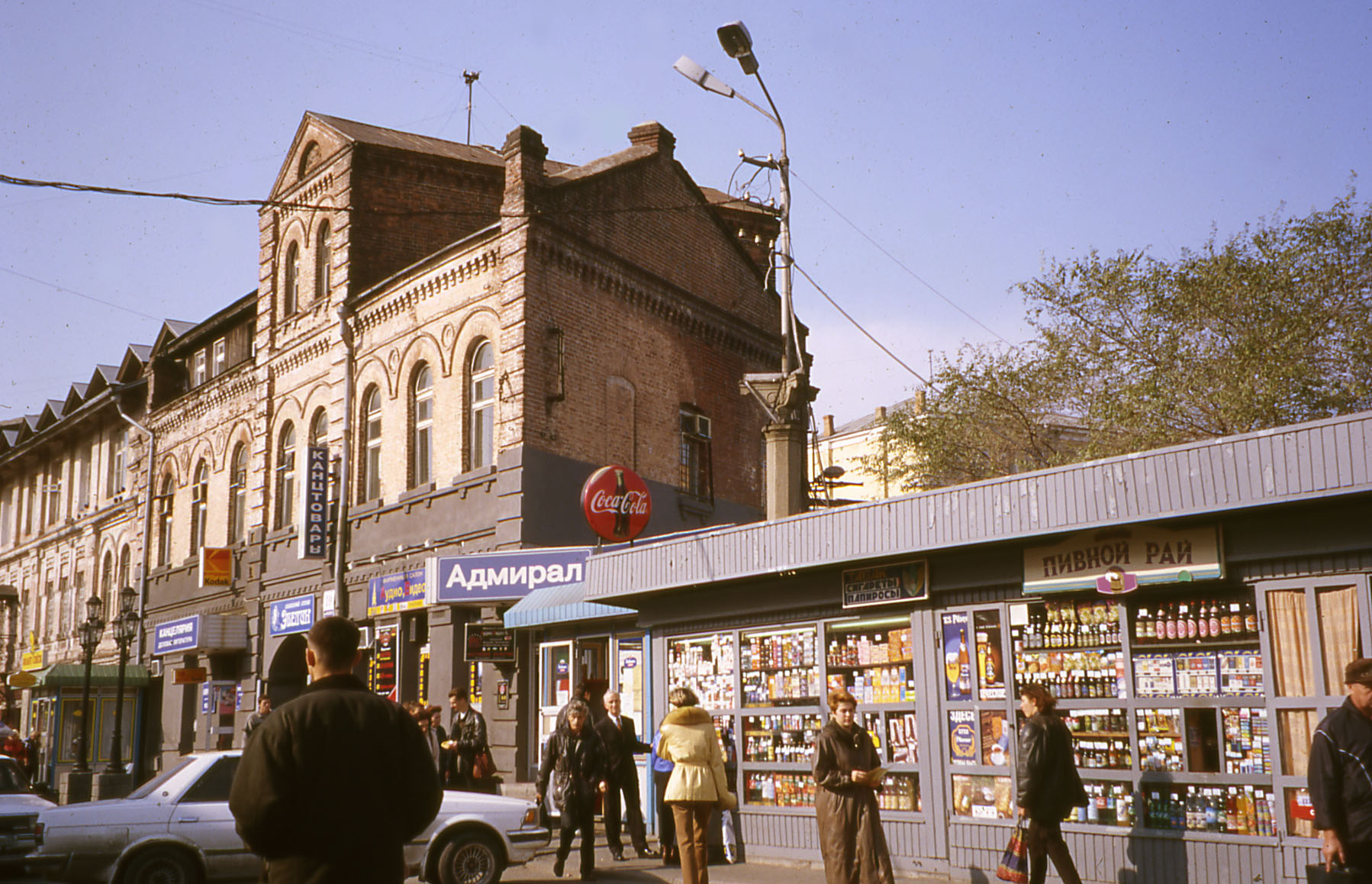
Đường phố Fokin ở trung tâm Vladivostok

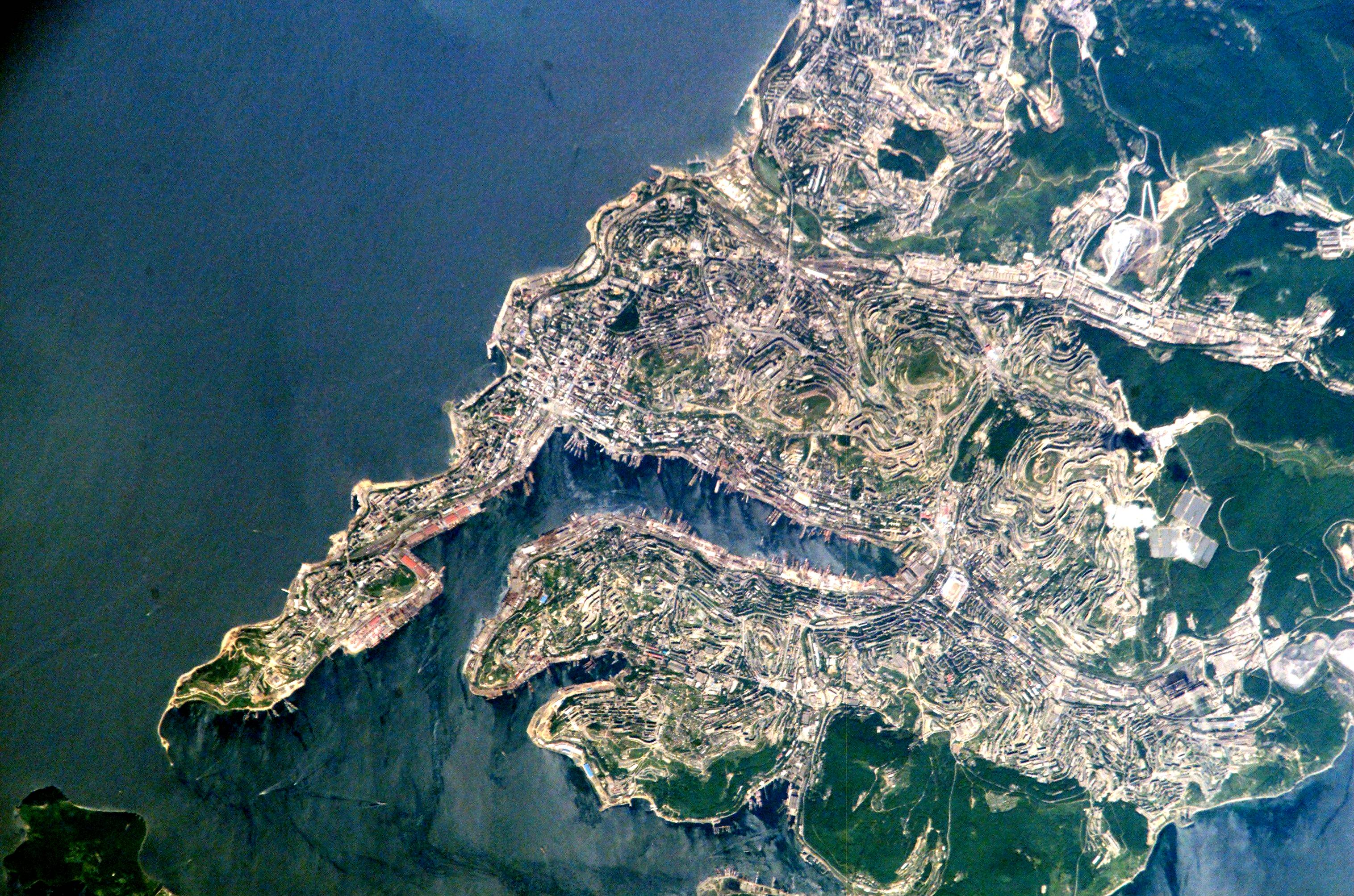
Vladivostok nhìn từ trên cao

Vladivostok có khí hậu lục địa ẩm ướt chịu ảnh hưởng của gió mùa (phân loại khí hậu Köppen: Dwb) với mùa hè ấm áp, ẩm ướt, mưa nhiều và mùa đông lạnh, khô. Do ảnh hưởng của áp cao Siberia, mùa đông ở thành phố lạnh hơn nhiều so với vĩ độ 43 độ bắc nên được bảo đảm với độ cao thấp và vị trí ven biển, với nhiệt độ trung bình tháng 1 là −12.3 °C (9,9 °F). Vì ảnh hưởng từ đại dương rất mạnh vào mùa hè, Vladivostok có khí hậu hàng năm tương đối lạnh so với vĩ độ thực tế. Nhiệt độ trung bình hàng năm của Vladivostok khoảng 5 °C (41 °F), thấp hơn khoảng mười độ so với các thành phố trên vùng duyên hải ở Pháp ở một vĩ độ ven biển tương tự ở phía bên kia của đại lục Á-Âu. Mùa đông đặc biệt lạnh hơn khoảng 20 °C (36 °F) so với các bờ biển ôn hòa nhất ở phía bắc xa xôi và lạnh hơn đáng kể so với các địa điểm trên bờ biển phía đông Bắc Mỹ ở các vĩ độ tương tự như Halifax, Nova Scotia và Portland, Maine.
Vào mùa đông, nhiệt độ có thể xuống dưới −20 °C (−4 °F) trong khi thời tiết ôn hòa có thể làm tăng nhiệt độ ban ngày trên mức đóng băng. Lượng mưa trung bình hàng tháng, chủ yếu ở dạng tuyết, vào khoảng 18,5 mm (0,73 in) từ tháng 12 đến tháng 3. Tuyết là phổ biến trong mùa đông, nhưng tuyết rơi không quá dày đặc, với độ sâu tuyết tối đa chỉ 5 cm (2,0 in) vào tháng Giêng. Trong mùa đông, những ngày nắng đẹp là phổ biến.
Mùa hè ấm áp, ẩm ướt và mưa, do ảnh hưởng của gió mùa Đông Á. Tháng ấm nhất là tháng 8, với nhiệt độ trung bình +19,8 °C (67,6 °F). Vladivostok nhận được phần lớn lượng mưa của nó trong những tháng mùa hè và hầu hết các ngày hè đều có một lượng mưa. Những ngày nhiều mây là khá phổ biến và do lượng mưa thường xuyên, độ ẩm cao, trung bình khoảng 90% từ tháng 6 đến tháng 8.
Tính trung bình, Vladivostok nhận được 840 milimét (33 in) mưa mỗi năm, nhưng năm khô nhất là năm 1943, khi lượng mưa giảm xuống còn 420 mm (16,5 in) và lượng mưa lớn nhất là năm 1974, với 1.272 mm (50,1 in) mưa. Các tháng mùa đông từ tháng 12 đến tháng 3 rất khô và trong một số năm, không có lượng mưa nào có thể đo lường được. Nhiệt độ cực hạn dao động từ −31,4 °C (24,5 °F) vào tháng 1 năm 1931 đến +33,6 °C (92,5 °F) vào tháng 7 năm 1939.
| Dữ liệu khí hậu của Vladivostok         | Dữ liệu khí hậu của Vladivostok | Dữ liệu khí hậu của Vladivostok | Dữ liệu khí hậu của Vladivostok | Dữ liệu khí hậu của Vladivostok | Dữ liệu khí hậu của Vladivostok | Dữ liệu khí hậu của Vladivostok | Dữ liệu khí hậu của Vladivostok | Dữ liệu khí hậu của Vladivostok | Dữ liệu khí hậu của Vladivostok | Dữ liệu khí hậu của Vladivostok | Dữ liệu khí hậu của Vladivostok | Dữ liệu khí hậu của Vladivostok | Dữ liệu khí hậu của Vladivostok |
| Tháng                                   | 1                               | 2                               | 3                               | 4                               | 5                               | 6                               | 7                               | 8                               | 9                               | 10                              | 11                              | 12                              | Năm                             |
| --------------------------------------- | ------------------------------- | ------------------------------- | ------------------------------- | ------------------------------- | ------------------------------- | ------------------------------- | ------------------------------- | ------------------------------- | ------------------------------- | ------------------------------- | ------------------------------- | ------------------------------- | ------------------------------- |
| Cao kỉ lục °C (°F)                      | 5.0 (41.0)                      | 9.9 (49.8)                      | 15.5 (59.9)                     | 24.1 (75.4)                     | 29.5 (85.1)                     | 31.8 (89.2)                     | 33.6 (92.5)                     | 32.6 (90.7)                     | 30.0 (86.0)                     | 23.4 (74.1)                     | 17.5 (63.5)                     | 9.4 (48.9)                      | 33.6 (92.5)                     |
| Trung bình ngày tối đa °C (°F)          | −8.1 (17.4)                     | −4.2 (24.4)                     | 2.2 (36.0)                      | 9.9 (49.8)                      | 14.8 (58.6)                     | 17.8 (64.0)                     | 21.1 (70.0)                     | 23.2 (73.8)                     | 19.8 (67.6)                     | 12.9 (55.2)                     | 3.1 (37.6)                      | −5.1 (22.8)                     | 9.0 (48.2)                      |
| Trung bình ngày °C (°F)                 | −12.3 (9.9)                     | −8.4 (16.9)                     | −1.9 (28.6)                     | 5.1 (41.2)                      | 9.8 (49.6)                      | 13.6 (56.5)                     | 17.6 (63.7)                     | 19.8 (67.6)                     | 16.0 (60.8)                     | 8.9 (48.0)                      | −0.9 (30.4)                     | −9.1 (15.6)                     | 4.9 (40.8)                      |
| Tối thiểu trung bình ngày °C (°F)       | −15.4 (4.3)                     | −11.6 (11.1)                    | −4.9 (23.2)                     | 2.0 (35.6)                      | 6.7 (44.1)                      | 11.1 (52.0)                     | 15.6 (60.1)                     | 17.7 (63.9)                     | 13.1 (55.6)                     | 5.9 (42.6)                      | −3.8 (25.2)                     | −11.9 (10.6)                    | 2.0 (35.6)                      |
| Thấp kỉ lục °C (°F)                     | −31.4 (−24.5)                   | −28.9 (−20.0)                   | −21.3 (−6.3)                    | −8.1 (17.4)                     | −0.8 (30.6)                     | 3.7 (38.7)                      | 8.7 (47.7)                      | 10.1 (50.2)                     | 1.3 (34.3)                      | −9.7 (14.5)                     | −20 (−4)                        | −28.1 (−18.6)                   | −31.4 (−24.5)                   |
| Lượng Giáng thủy trung bình mm (inches) | 14 (0.6)                        | 15 (0.6)                        | 27 (1.1)                        | 48 (1.9)                        | 81 (3.2)                        | 110 (4.3)                       | 164 (6.5)                       | 156 (6.1)                       | 119 (4.7)                       | 59 (2.3)                        | 29 (1.1)                        | 18 (0.7)                        | 840 (33.1)                      |
| Số ngày mưa trung bình                  | 0.3                             | 0.3                             | 4                               | 13                              | 20                              | 22                              | 22                              | 19                              | 14                              | 12                              | 5                               | 1                               | 133                             |
| Số ngày tuyết rơi trung bình            | 7                               | 8                               | 11                              | 4                               | 0.3                             | 0                               | 0                               | 0                               | 0                               | 1                               | 7                               | 9                               | 47                              |
| Độ ẩm tương đối trung bình (%)          | 58                              | 57                              | 60                              | 67                              | 76                              | 87                              | 92                              | 87                              | 77                              | 65                              | 60                              | 60                              | 71                              |
| Số giờ nắng trung bình tháng            | 178                             | 184                             | 216                             | 192                             | 199                             | 130                             | 122                             | 149                             | 197                             | 205                             | 168                             | 156                             | 2.096                           |
| Nguồn 1: Pogoda.ru.net.                 |                                 |                                 |                                 |                                 |                                 |                                 |                                 |                                 |                                 |                                 |                                 |                                 |                                 |
| Nguồn 2: NOAA (nắng, 1961–1990)         |                                 |                                 |                                 |                                 |                                 |                                 |                                 |                                 |                                 |                                 |                                 |                                 |                                 |

## Dân cư
Dân số của thành phố theo điều tra dân số năm 2010 là 592.034 người, giảm so với con số 594.701 người được ghi nhận trong cuộc tổng điều tra dân số năm 2002. Con số này tiếp tục giảm từ 633.838 người được ghi nhận trong đợt tổng điều tra dân số năm 1989. Sau cuộc đại suy thoái năm 2009, dân số của thành phố đã liên tục tăng lên thêm 60.653 người vào năm 2016. Người Nga chiếm phần lớn dân số.
Từ 1958 đến 1991, chỉ có công dân Xô viết được phép sống trong thành phố này, hoặc thậm chí là chỉ được viếng thăm Vladivostok trong thời gian giới hạn. Kể cả công dân Xô viết muốn vào thành phố cũng phải xin phép. Trước thời điểm hạn chế này, thành phố có cộng đồng nhiều người Hán và người Triều Tiên. Cộng đồng người Armenia ở đây đông nhất ở Viễn Đông Nga.
Tỷ lệ tội phạm ở Vladivostok không ngừng gia tăng. Thành phố là địa bàn trọng điểm tội phạm của Nga và sự lạm quyền của chính quyền địa phương cũng phổ biến.

## Kinh tế

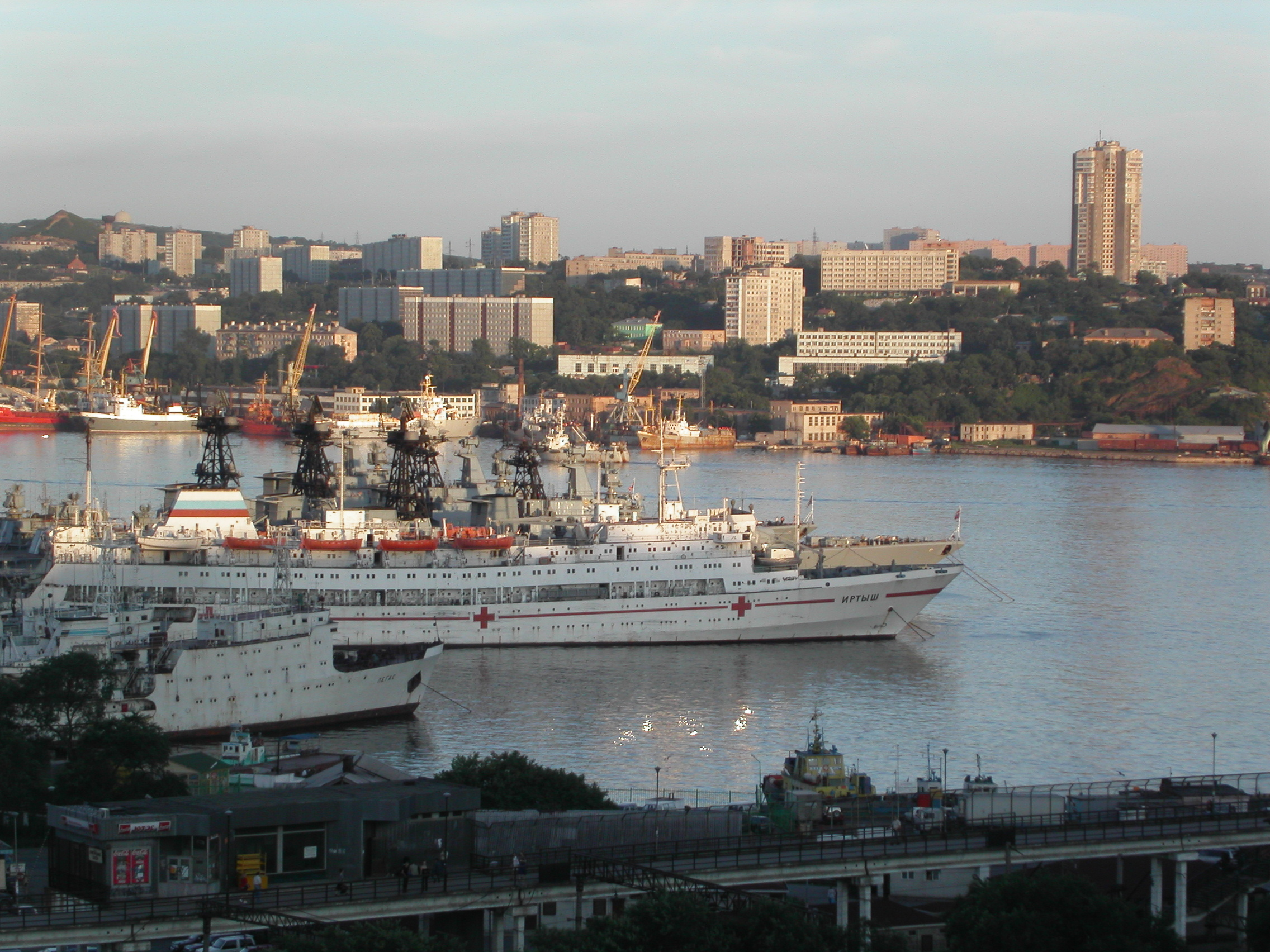
Cảng Vladivostok

Nền kinh tế chính của thành phố là đóng tàu, đánh cá, và căn cứ hải quân. Đánh cá chiếm 4/5 tổng sản xuất thương mại của thành phố. Các loại thực phẩm khác chiếm 11%. Năm 1995, tổng thương mại quốc tế của thành phố là 725 triệu USD, bao gồm 206 triệu USD xuất khẩu và 519 triệu USD nhập khẩu. Sản phẩm xuất khẩu chủ yếu là cá, sản phẩm gỗ, sắt, các kim loại màu, tàu biển. Trong khi đó, thành phố thường nhập khẩu dược phẩm, áo quần, giày, ô tô, đồ gia dụng.
Một mặt hàng rất quan trọng và là nguồn thu lớn cho cư dân thành phố là nhập khẩu ô tô Nhật Bản. Bên cạnh nhân viên bán hàng, ngành công nghiệp còn sử dụng thợ sửa chữa, người làm việc, nhân viên nhập khẩu cũng như các công ty vận chuyển và đường sắt. Các đại lý Vladivostok bán 250.000 xe mỗi năm, với 200.000 chiếc đi đến các vùng khác của Nga. Mỗi công nhân thứ ba trong Primorsky Krai có một số mối quan hệ với doanh nghiệp nhập khẩu ô tô. Trong những năm gần đây, chính phủ Nga đã nỗ lực cải thiện ngành công nghiệp ô tô của đất nước. Điều này đã bao gồm việc tăng thuế đối với ô tô nhập khẩu, điều này đã khiến doanh nghiệp nhập khẩu ô tô ở Vladivostok gặp khó khăn. Để bù đắp, thủ tướng đương nhiệm Vladimir Putin đã ra lệnh cho công ty sản xuất xe hơi Sollers chuyển một trong những nhà máy của hãng từ Moskva đến Vladivostok. Việc di chuyển đã được hoàn thành vào năm 2009, và nhà máy hiện đang sử dụng khoảng 700 người dân địa phương. Nó được lên kế hoạch để sản xuất 13.200 xe hơi tại Vladivostok vào năm 2010.

## Giao thông

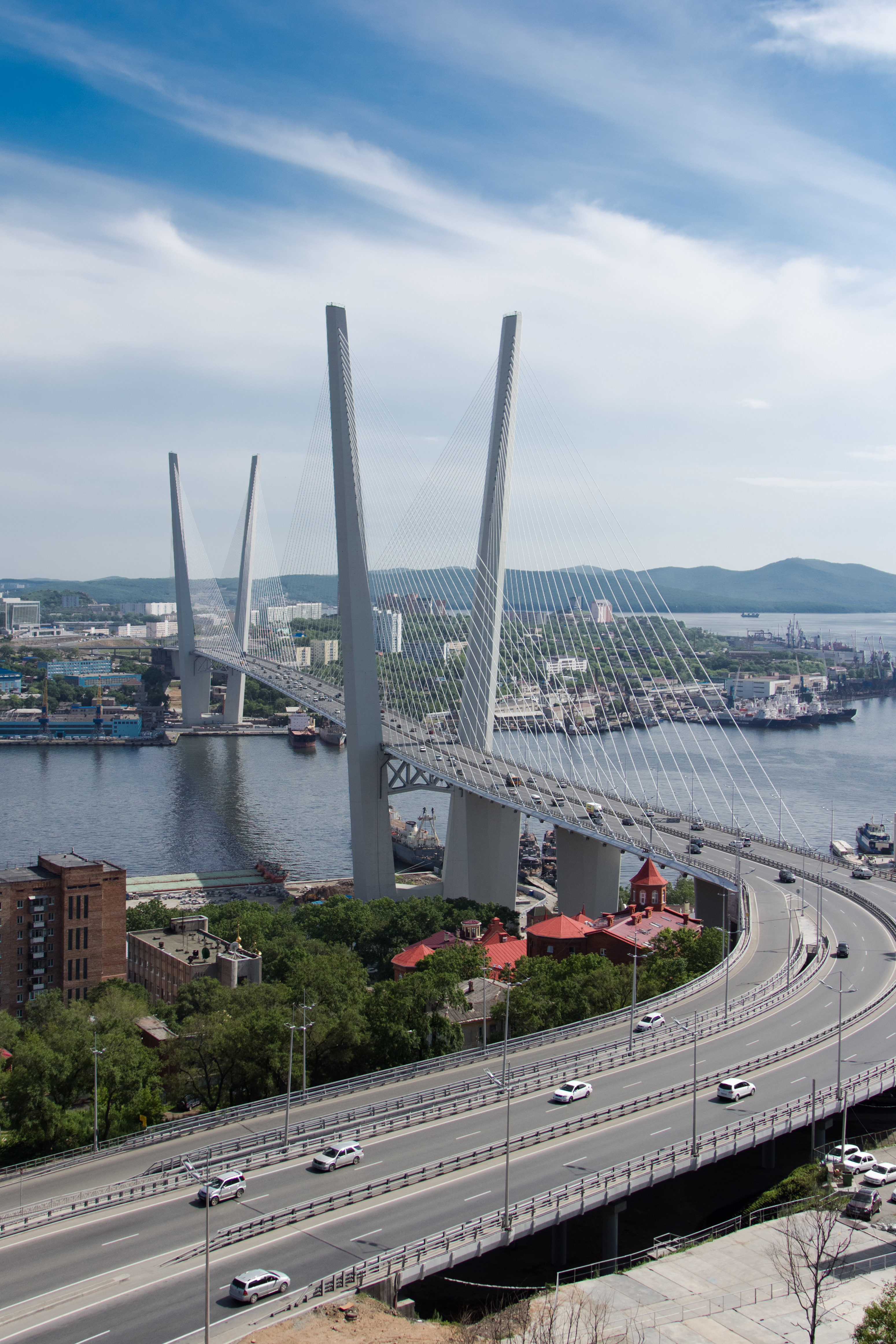
Cầu Zolotoy băng qua vịnh ở thành phố

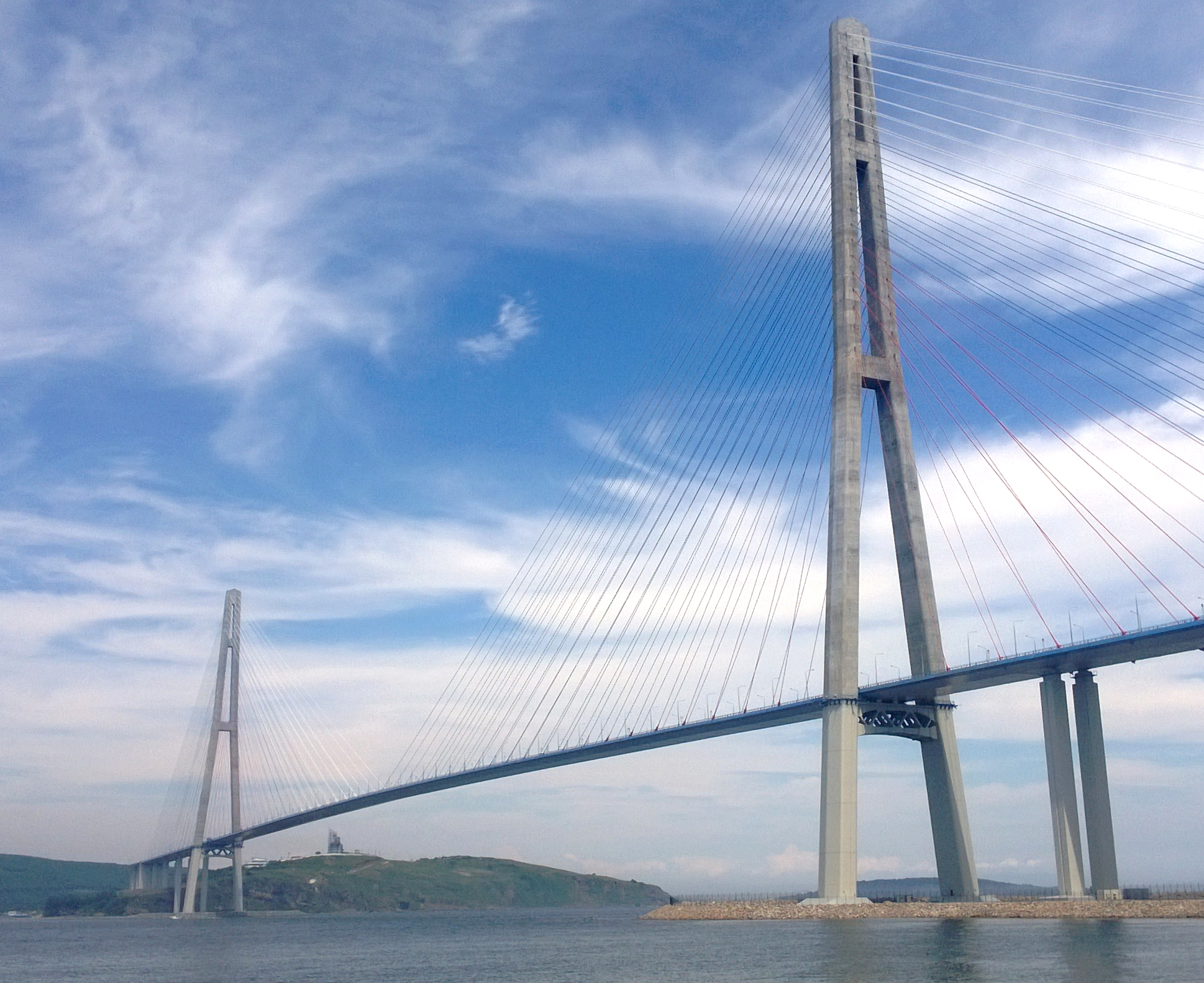
Cầu Russky

Hệ thống đường sắt xuyên Sibir đã được xây dựng để nối nước Nga thuộc châu Âu với Vladivostok - cảng đầu tiên ở Thái Bình Dương của Nga. Hệ thống này hoàn thành năm 1905, đường sắt này chạy từ thủ đô Moskva đến Vladivostok thông qua nhiều thành phố lớn của Nga. Một phần đường sắt chạy qua vùng Mãn Châu được gọi là "Tuyến Đông Trung Quốc", xuyên qua thành phố Cáp Nhĩ Tân. Ngày nay, Vladivostok đóng vai trò là điểm khởi đầu chính cho phần xuyên Siberia của Cầu đất Á-Âu.
Vladivostok là trụ sở hàng không chính của vùng Viễn Đông Nga. Sân bay quốc tế Vladivostok (VVO) là căn cứ của hãng hàng không Aurora - một hãng hàng không Viễn Đông của Nga, một công ty con của Aeroflot. Hãng hàng không được thành lập bởi Aeroflot vào năm 2013 bằng cách hợp nhất SAT Airlines và Vladivostok Avia. Sân bay quốc tế Vladivostok được nâng cấp đáng kể vào năm 2013 với đường băng mới dài 3500 mét có khả năng chứa tất cả các loại máy bay mà không có bất kỳ hạn chế nào. Nhà ga A được xây dựng vào năm 2012 với công suất 3,5 triệu hành khách mỗi năm.

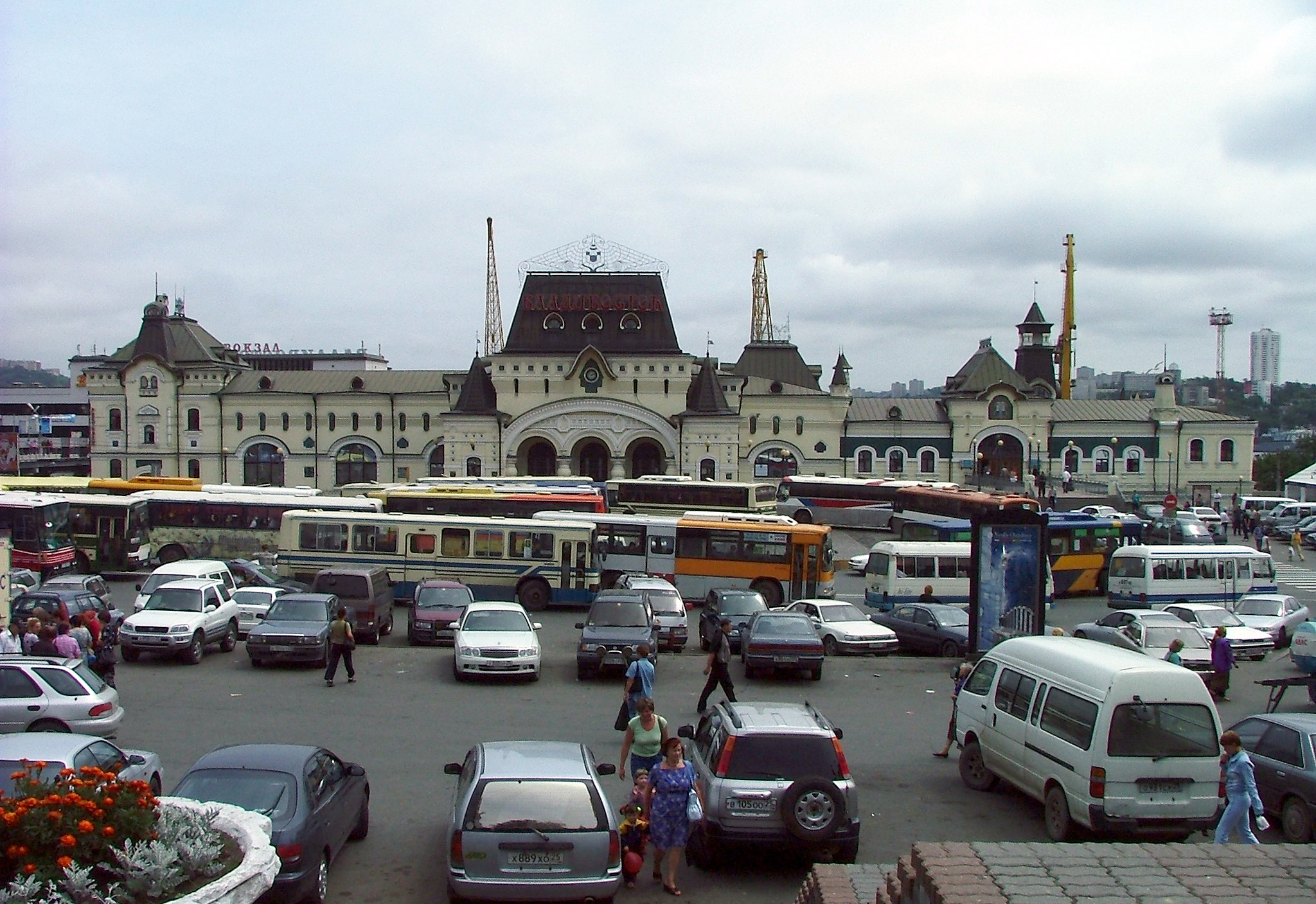
Ga xe lửa Vladivostok.

Sân bay Vladivostok nối thành phố này đến Nhật Bản (sân bay Narita, Niigata, Toyama, sân bay Kansai); Cộng hòa Nhân dân Trung Hoa (Bắc Kinh, Cáp Nhĩ Tân, Đại Liên, Mudanjiang); Bắc Triều Tiên (Bình Nhưỡng) (không thường xuyên); Hàn Quốc (Seoul-Incheon, Busan); Việt Nam (Hà Nội, Hải Phòng, Nha Trang, Thành phố Hồ Chí Minh); Philippines (Manila). Có thể đi trong nội địa nước Nga từ sân bay này.
Các chuyến bay thường xuyên đến Seattle, Washington, đã có sẵn vào những năm 1990 nhưng đã bị hủy bỏ kể từ đó. Vladivostok Air đã bay đến Anchorage, Alaska, từ tháng 7 năm 2008 đến 2013, trước khi chuyển đổi thành hãng hàng không Aurora.
Vladivostok là điểm khởi đầu của Đường cao tốc Ussuri (M60) đến Khabarovsk, phần cực đông của Đường cao tốc xuyên Siberia đi suốt đến Moskva và Saint Petersburg qua thành phố Novosibirsk. Các đường cao tốc chính khác đi về phía đông đến Nakhodka và phía nam đến Khasan.

### Giao thông đô thị
Vào ngày 28 tháng 6 năm 1908, tuyến xe điện đầu tiên của Vladivostok đã được bắt đầu dọc theo đường Svetlanskaya, chạy từ ga xe lửa trên phố Lugovaya. Vào ngày 9 tháng 10 năm 1912, những chiếc xe gỗ đầu tiên được sản xuất tại Bỉ đã đi vào hoạt động. Ngày nay, các phương tiện giao thông công cộng của Vladivostok bao gồm xe điện bánh hơi, xe buýt, xe điện, xe lửa, xe cáp và phà. Các tuyến giao thông đô thị chính là Trung tâm Thành phố Vtoraya Rechka, Trung tâm Thành phố Chủng viện Pervaya Rechka Hồi 3ya Rabochaya Hồi Balyayeva và Trung tâm Thành phố Đường Lugovovaya.
Năm 2012, Vladivostok đã tổ chức Hội nghị thượng đỉnh lần thứ 24 của diễn đàn hợp tác kinh tế châu Á-Thái Bình Dương (APEC). Để chuẩn bị cho sự kiện này, cơ sở hạ tầng của thành phố đã được cải tạo và cải thiện. Hai cây cầu dây văng khổng lồ đã được xây dựng ở Vladivostok, đó là cầu Zolotoy Rog bắc qua vịnh Golden Horn ở trung tâm thành phố và cầu Russky từ đất liền đến đảo Russky, nơi diễn ra hội nghị thượng đỉnh. Cây cầu thứ hai là cây cầu dây văng dài nhất thế giới.

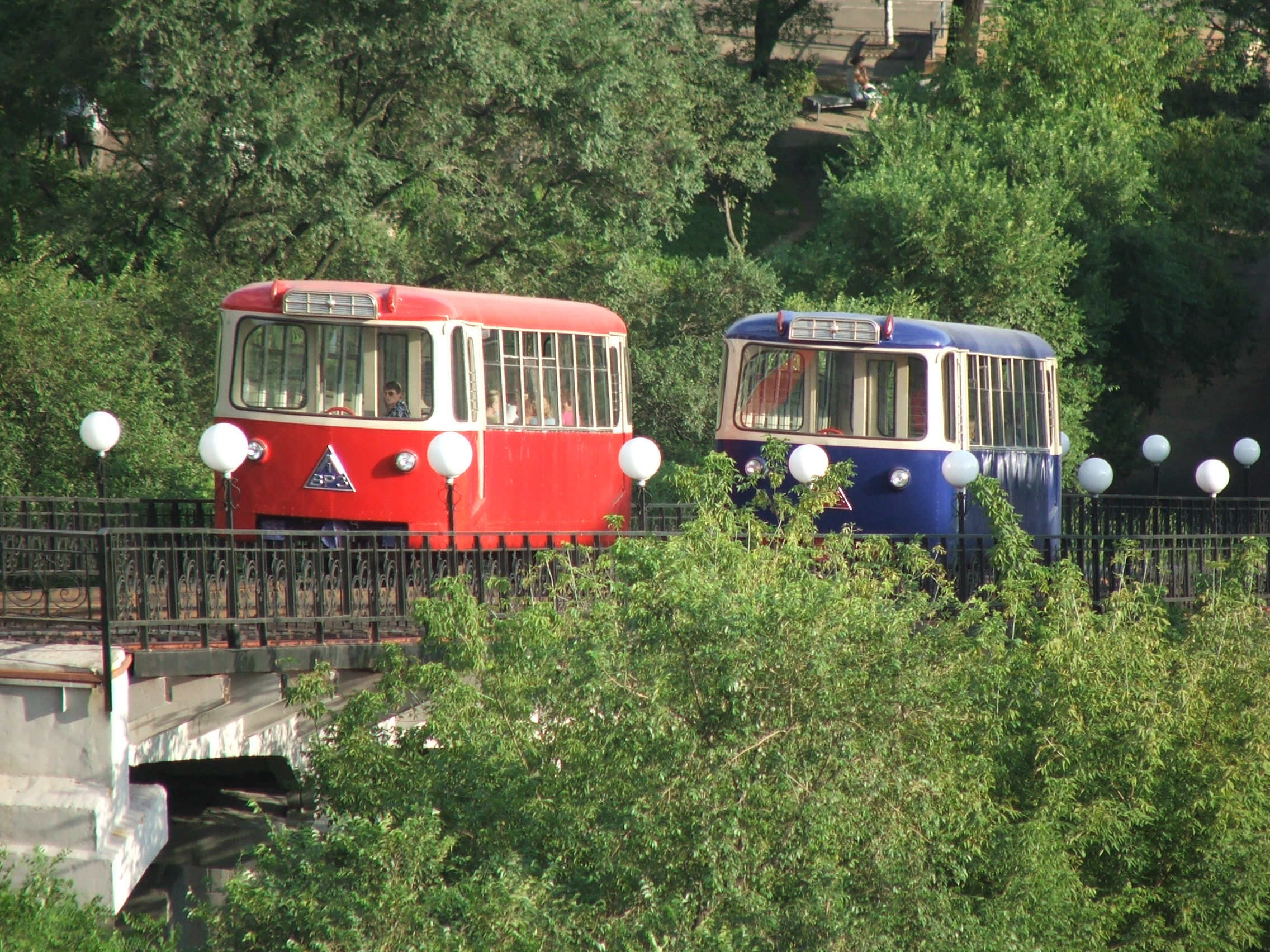
Xe cáp ở Vladivostok
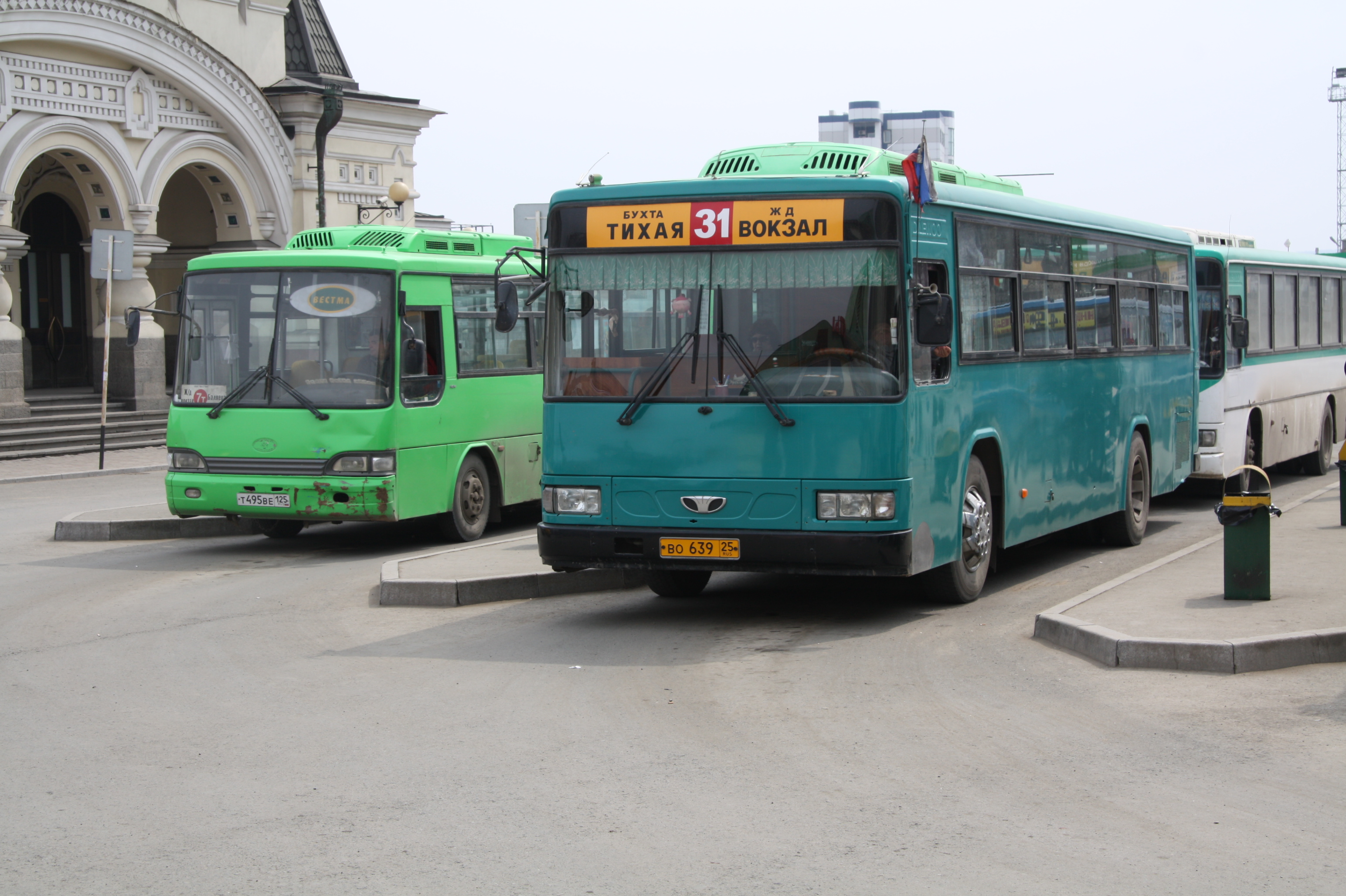
Xe buýt ở Vladivostok
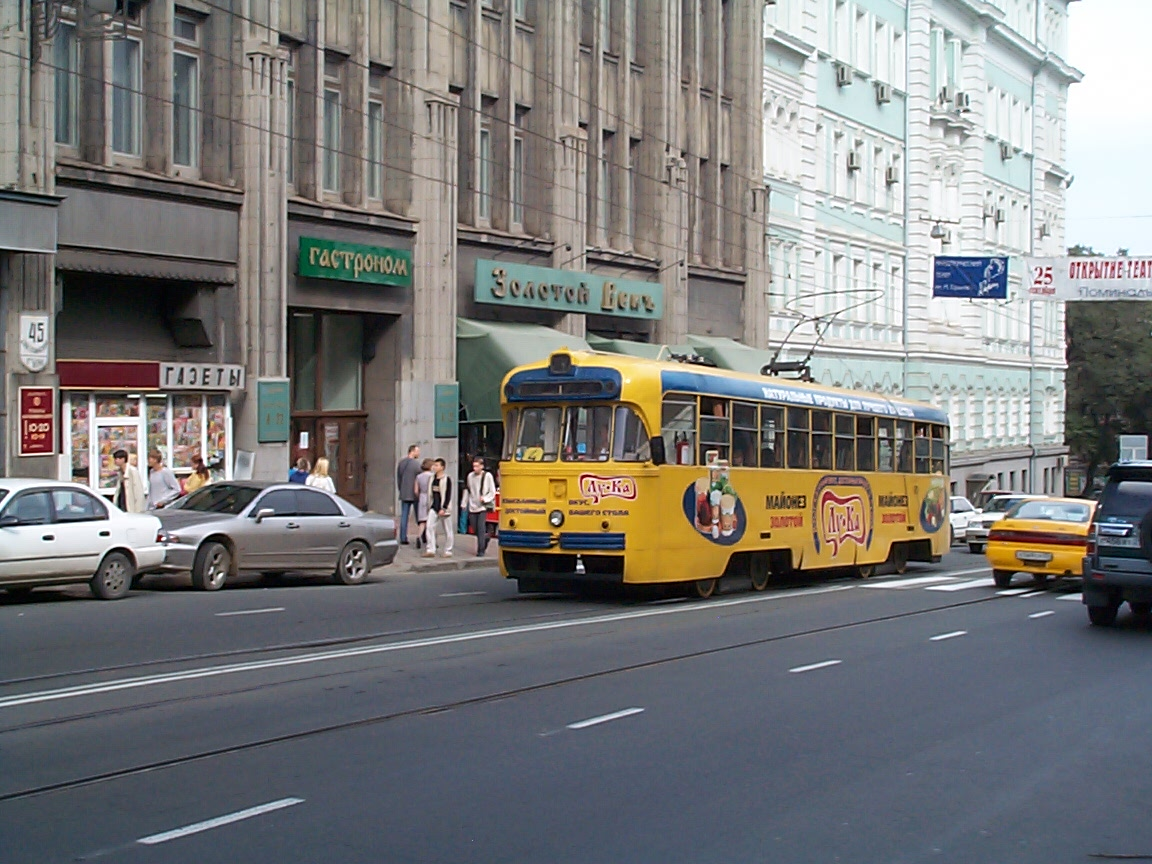
Xe điện ở Vladivostok

### Cảng
Cảng không có băng quanh năm (với sự trợ giúp của máy phá băng) và năm 2002 có doanh thu ngoại thương trị giá $ 275 triệu. Năm 2015, một đặc khu kinh tế đã được quy hoạch và xây dựng với khu chế xuất ở cảng Vladivostok.
Từ cảng phà Vladivostok bên cạnh ga tàu, một chiếc phà của DBS Cruise thường xuyên đi đến DongHae, Hàn Quốc và từ đó đến Sakaiminato trên đảo chính Honshu của Nhật Bản.

## Giáo dục

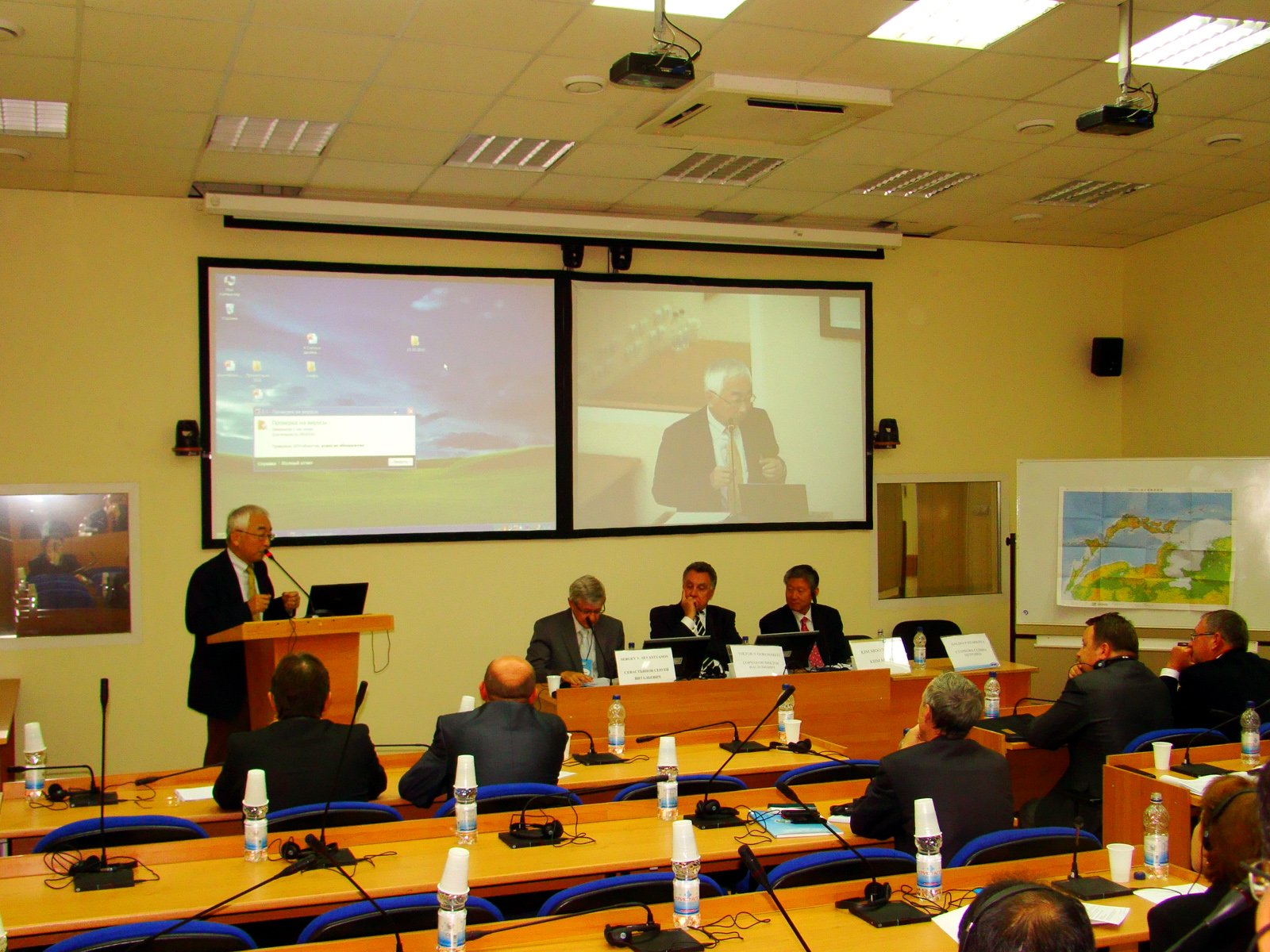
Hội nghị truyền hình tại Đại học Kinh tế và Dịch vụ Vladivostok

Vladivostok có các viện và trường đại học sau: 
- Đại học Quốc gia Viễn Đông
- Đại học Kỹ thuật Bang Viễn Đông
- Đại học Liên bang Hải dương học
- Đại học Kinh tế & Dịch vụ Bang Vladivostok
- Đại học Y Dược Bang Vladivostok
- Đại học Kinh tế bang Thái Bình Dương

Đoàn chủ tịch của Phân viện Viễn Đông thuộc Viện Hàn lâm Khoa học Nga (ДВО РАН) cũng như mười viện nghiên cứu của nó cũng được đặt tại Vladivostok, cũng như Viện nghiên cứu về nghề cá và hải dương học của Thái Bình Dương (Тихоокеанский научно-исследовательский рыбохозяйственный центр hay ТИНРО).

## Văn hóa

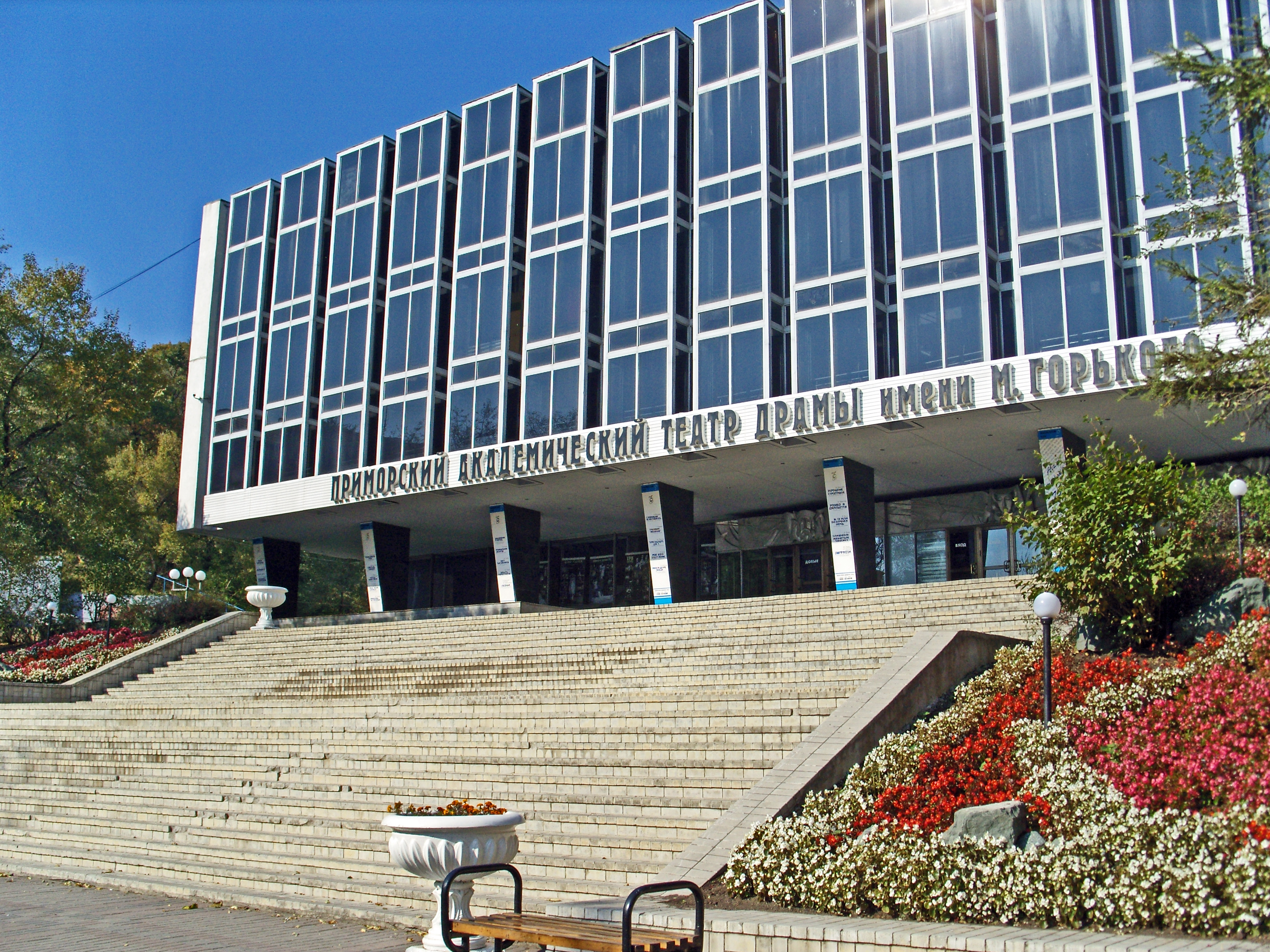
Nhà hát Maxim Gorky

Ban nhạc rock Mumiy Troll tại lễ hội V-Rox ở Vladivostok

### Nhà hát
Nhà hát học thuật Maxim Gorky, được đặt theo tên của tác giả người Nga Maxim Gorky, được thành lập vào năm 1931 và được sử dụng cho các buổi biểu diễn kịch, nhạc kịch và thiếu nhi.
Vào tháng 9 năm 2012, một bức tượng làm bằng đá granit của nam diễn viên Yul Brynner (1920-1985) đã được khánh thành tại Công viên Yul Brynner, ngay trước ngôi nhà nơi ông sinh ra tại số 15 Aleutskaya. Ngôi nhà thời thơ ấu của ông nay đã trở thành một viện bảo tàng.

### Bảo tàng
Bảo tàng Primorye của Arsenyev (Приморский государственный объединенный музей имени В.К. Арсеньева), được mở năm 1890, là một bảo tàng chính của Primorsky Krai. Bên cạnh cơ sở chính, nó còn có ba chi nhánh ở chính Vladivostok (bao gồm Nhà tưởng niệm của Arsenyev) và năm chi nhánh ở nơi khác trong bang. Trong số các vật phẩm trong bộ sưu tập của bảo tàng là Đền thờ Yongning nổi tiếng thế kỷ 15 từ vùng hạ lưu Amur.

### Âm nhạc
Thành phố là nơi có dàn nhạc pop Vladivostok.
Ban nhạc rock Nga Mumiy Troll đến từ Vladivostok và thường xuyên trình diễn ở đó. Ngoài ra, thành phố đã tổ chức Liên hoan âm nhạc quốc tế "VladiROCKstok" vào tháng 9 năm 1996. Được tổ chức bởi thị trưởng và thống đốc, và được tổ chức bởi hai người nước ngoài trẻ tuổi người Mỹ, lễ hội đã thu hút gần 10.000 người và các nghệ sĩ âm nhạc hàng đầu từ St. Petersburg (Akvarium và DDT) và Seattle (Supersuckers, Goodness), cũng như một số ban nhạc địa phương hàng đầu.
Ngày nay có một lễ hội âm nhạc thường niên khác tại Vladivostok, Hội nghị và Hội nghị âm nhạc quốc tế Vladivostok Rocks (V-ROX). Vladivostok Rocks là một lễ hội thành phố ngoài trời kéo dài ba ngày và hội nghị quốc tế cho ngành công nghiệp âm nhạc và quản lý văn hóa đương đại. Nó mang đến cơ hội cho các nghệ sĩ và nhà sản xuất tham vọng được tiếp xúc với khán giả mới và các chuyên gia quốc tế hàng đầu.
Nhà hát Opera Nga có Nhà hát Opera và Múa Ba lê Primorsky.

## Công viên và quảng trường

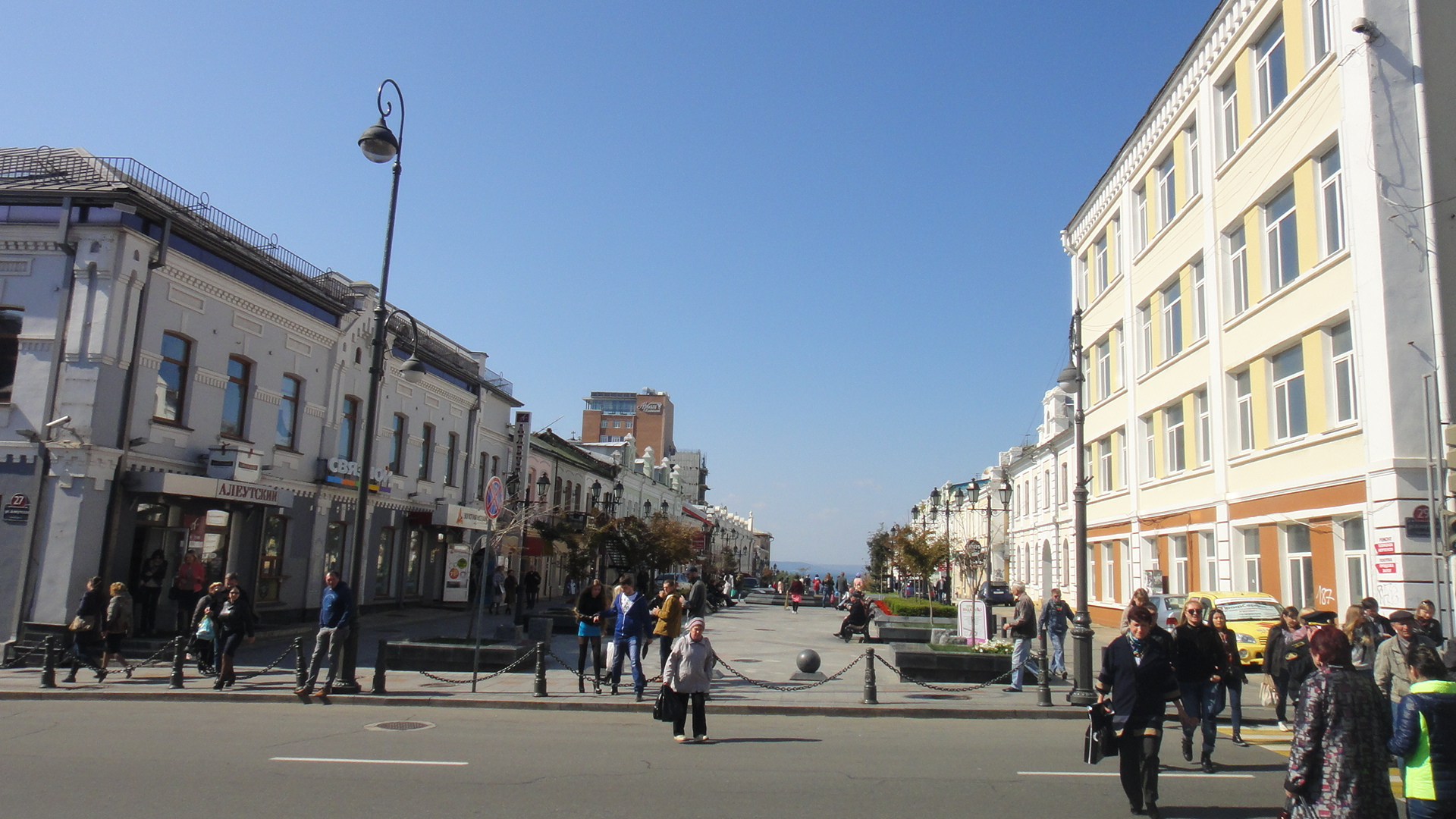
Đường Admirala Fokina (tháng 9 năm 2014)

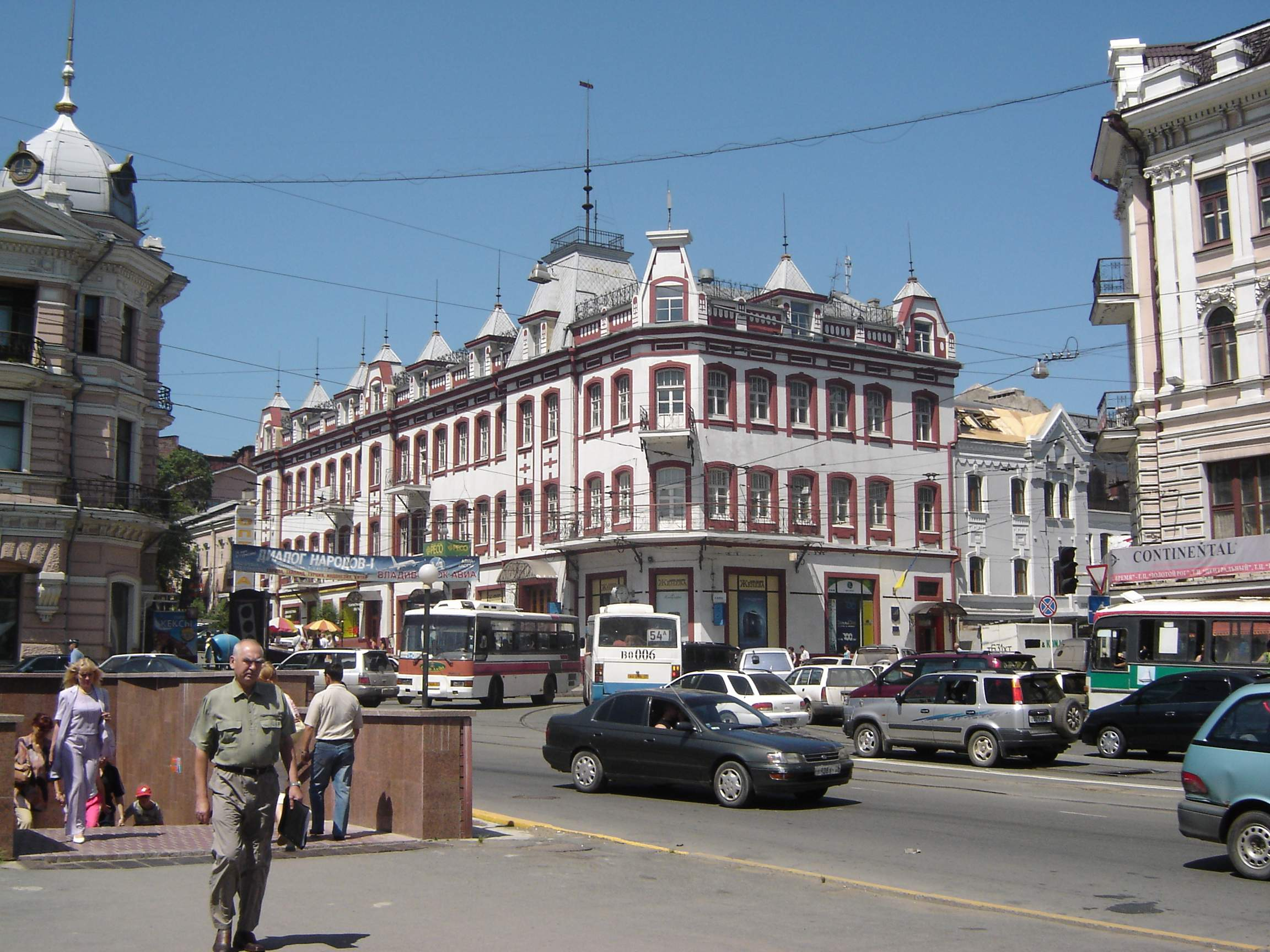
Phố Svetlanskaya ở trung tâm Vladivostok (tháng 8 năm 2005)

Các công viên và quảng trường ở Vladivostok bao gồm Công viên Pokrovskiy, Minnyy Gorodok, Công viên Detskiy Razvlekatelnyy, Công viên Sergeya Lazo, Admiralskiy Skver, Skver im. Neveskogo, Công viên Nagornyy, Skver im. Sukhanova, Công viên Fantaziya, Skver Rybatskoy Sl, Skver im. A.I.Shchetininoy.

### Công viên Pokrovskiy
Công viên Pokrovskiy đã từng là một nghĩa trang. Chuyển đổi thành một công viên vào năm 1934 nhưng đã bị đóng cửa vào năm 1990. Kể từ năm 1990, khu đất mà công viên nằm trên thuộc về Nhà thờ Chính thống Nga. Trong quá trình xây dựng lại Nhà thờ Chính thống, những ngôi mộ đã được tìm thấy.

### Minny Gorodok
Minny Gorodok là một công viên công cộng rộng 91 mẫu Anh (37 ha). Minny Gorodok có nghĩa là "Công viên mỏ" trong tiếng Anh. Công viên là một căn cứ quân sự cũ được thành lập vào năm 1880. Căn cứ quân sự được sử dụng để lưu trữ các mỏ trong kho ngầm. Được chuyển đổi thành công viên vào năm 1985, Minny Gorodok có một số hồ, ao và một sân trượt băng.

### Công viên Detsky Razvlekatelny
Công viên Detsky Razvlekatelny là một công viên giải trí dành cho trẻ em nằm gần trung tâm thành phố. Công viên có một băng chuyền, máy chơi game, vòng đu quay, quán cà phê, bể cá, rạp chiếu phim và sân vận động.

### Admiralsky Skver
Admiralsky Skver là một địa điểm nằm gần trung tâm thành phố. Quảng trường là một không gian mở, được thống trị bởi Triumfalnaya Arka. Phía nam quảng trường là một bảo tàng chứa tàu ngầm S-56 của Liên Xô.

## Truyền thông
Thành phố có 50 tờ báo bao gồm báo ở vùng khác. Tờ báo lớn nhất ở đây là Primorsky Krai và Vladivostok với 124.000 ấn bản. Một tờ báo tiếng Anh Vladivostok News Lưu trữ ngày 11 tháng 8 năm 2005 tại Wayback Machine. Có 14 kênh truyền hình vào năm 2006: Channel One, RTR, OTV-Prim, Rambler, STS, TNT, MTV Russia, Muz-TV, Kultura, Ren-TV, NTV, DTV Viasat.

## Ô nhiễm

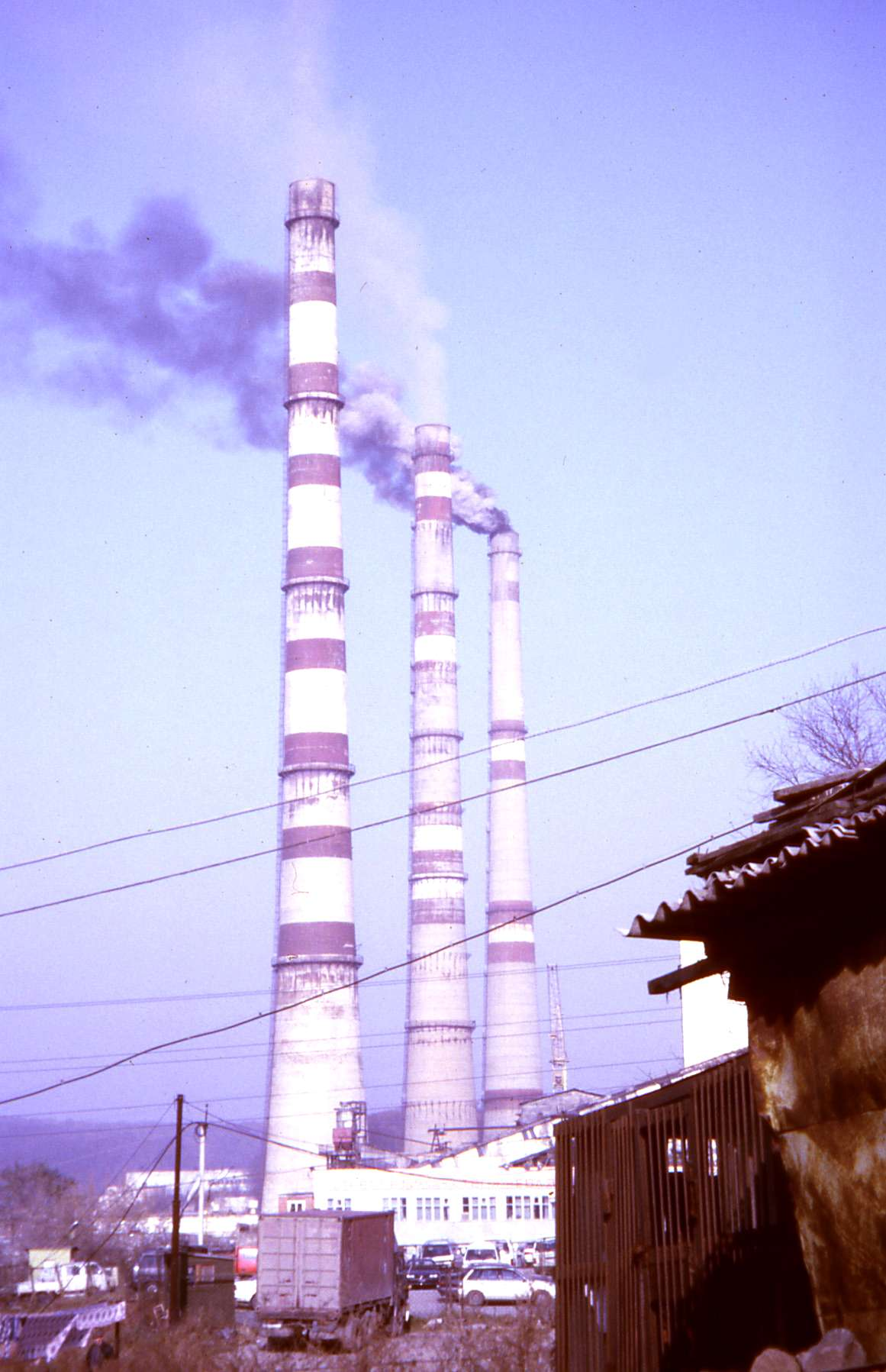
Khói bốc lên từ một nhà máy nhiệt điện ở Vladivostok

Các nhà sinh thái học địa phương từ tổ chức Ecocenter đã cảnh báo rằng phần lớn vùng ngoại ô của Vladivostok bị ô nhiễm và việc sống trong đó có thể được coi là một mối nguy hại cho sức khỏe. Ô nhiềm môi trường ở thành phố này ở mức cao nguy hiểm, nhiều khu vực được xếp vào vùng thảm họa sinh thái. Theo giáo sư Boris Preobrazhensky, một chuyên gia hàng đầu về sinh thái học của Viện Vật lý Thái Bình Dương thì không có nơi nào trong thành phố thực sự là nơi sống lành mạnh về mặt môi trường sinh thái. Thành phố có 80 điểm công nghiệp nằm quanh thành phố và chất thải dưới nhiều dạng làm ô nhiễm thành phố, có thể không nhiều so với các khu vực công nghiệp hóa nhất của Nga, nhưng những khu vực xung quanh thành phố đặc biệt không thân thiện với môi trường, như đóng tàu và sửa chữa, nhà máy điện, in ấn, nuôi lông và khai thác mỏ.
Ngoài ra, Vladivostok có một địa lý đặc biệt dễ bị tổn thương, kết hợp với tác động của ô nhiễm. Gió không thể làm sạch ô nhiễm từ một số khu vực đông dân nhất xung quanh Pervaya và Vtoraya Rechka vì chúng hoạt động trong các lưu vực mà gió thổi qua. Ngoài ra, có rất ít tuyết vào mùa đông và không có lá hoặc cỏ để ngăn bụi để làm cho nó lắng xuống.

## Thể thao

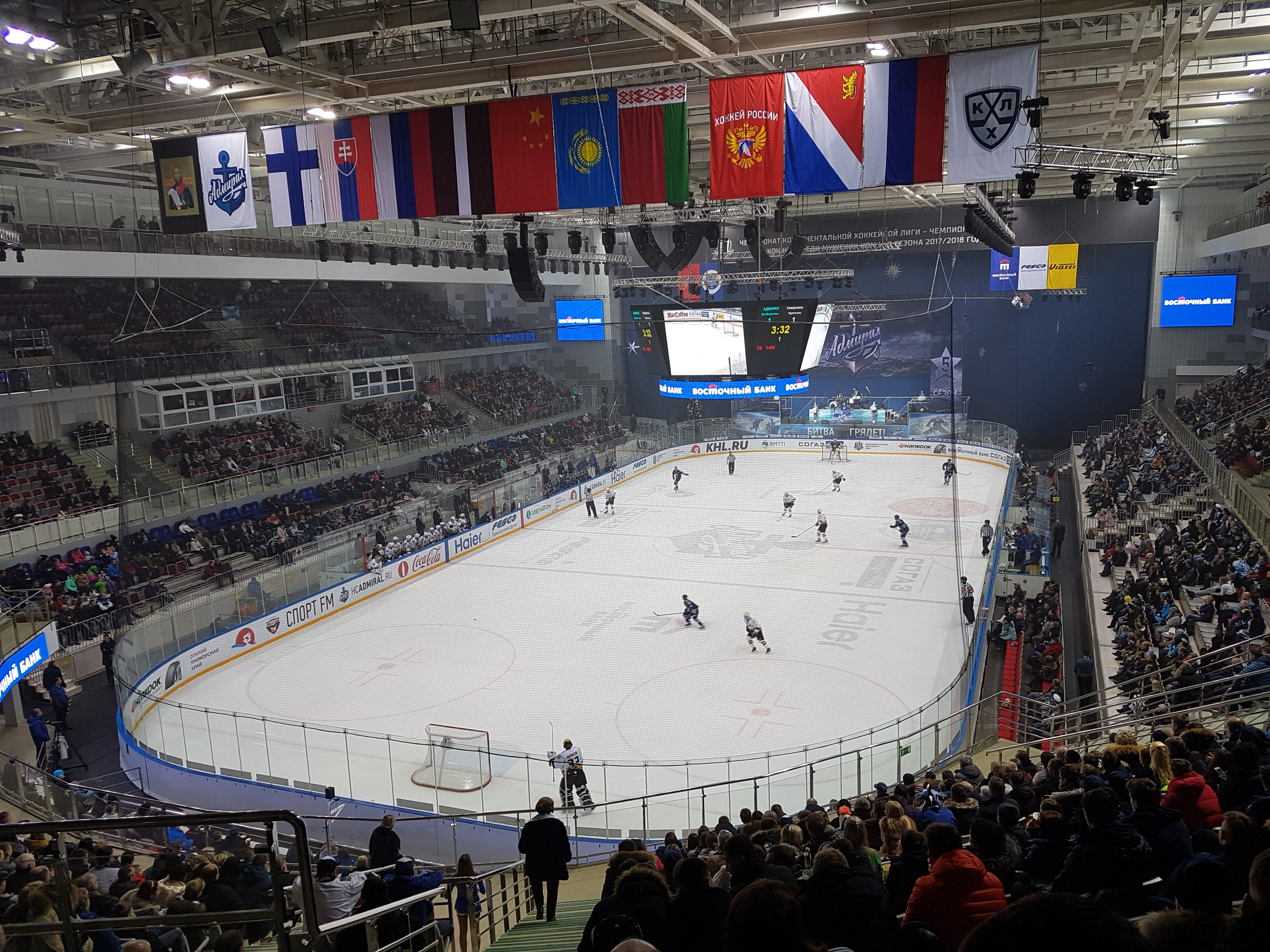
Sân vận động Fetisov ở Vladivostok, tháng 12 năm 2017

Vladivostok là thành phố quê hương của câu lạc bộ bóng đá FC Luch-Energia Vladivostok chơi ở giải của Liên đoàn bóng đá Nga Russian Premier League, và câu lạc bộ bóng rổ club Spartak-Primorye.

## Thành phố kết nghĩa
- Akita, Nhật Bản
- Busan, Hàn Quốc
- Đại Liên, Liêu Ninh, Trung Quốc
- Hakodate, Nhật Bản
- Cáp Nhĩ Tân, Hắc Long Giang, Trung Quốc
- Thành phố Hồ Chí Minh, Việt Nam
- Incheon, Hàn Quốc
- Juneau, Alaska, Hoa Kỳ
- Kota Kinabalu, Malaysia
- Manta, Ecuador
- Torrejón de Ardoz, Tây Ban Nha
- Niigata, Nhật Bản
- Pohang, Hàn Quốc
- San Diego, California, Hoa Kỳ
- Tacoma, Washington, Hoa Kỳ
- Vladikavkaz, Nga
- Wonsan, Triều Tiên
- Diên Biên, Cát Lâm, Trung Quốc

Vào năm 2010, một mái vòm với tên của từng thành phố kết nghĩa với Vladivostok đã được đặt trong một công viên của thành phố.